# 나라별 교복

국가별 교복 사용
교복이 널리 퍼진 국가
교복이 흔하지 않은 국가

다음은 나라별 교복에 대한 글이다.

## 대한민국

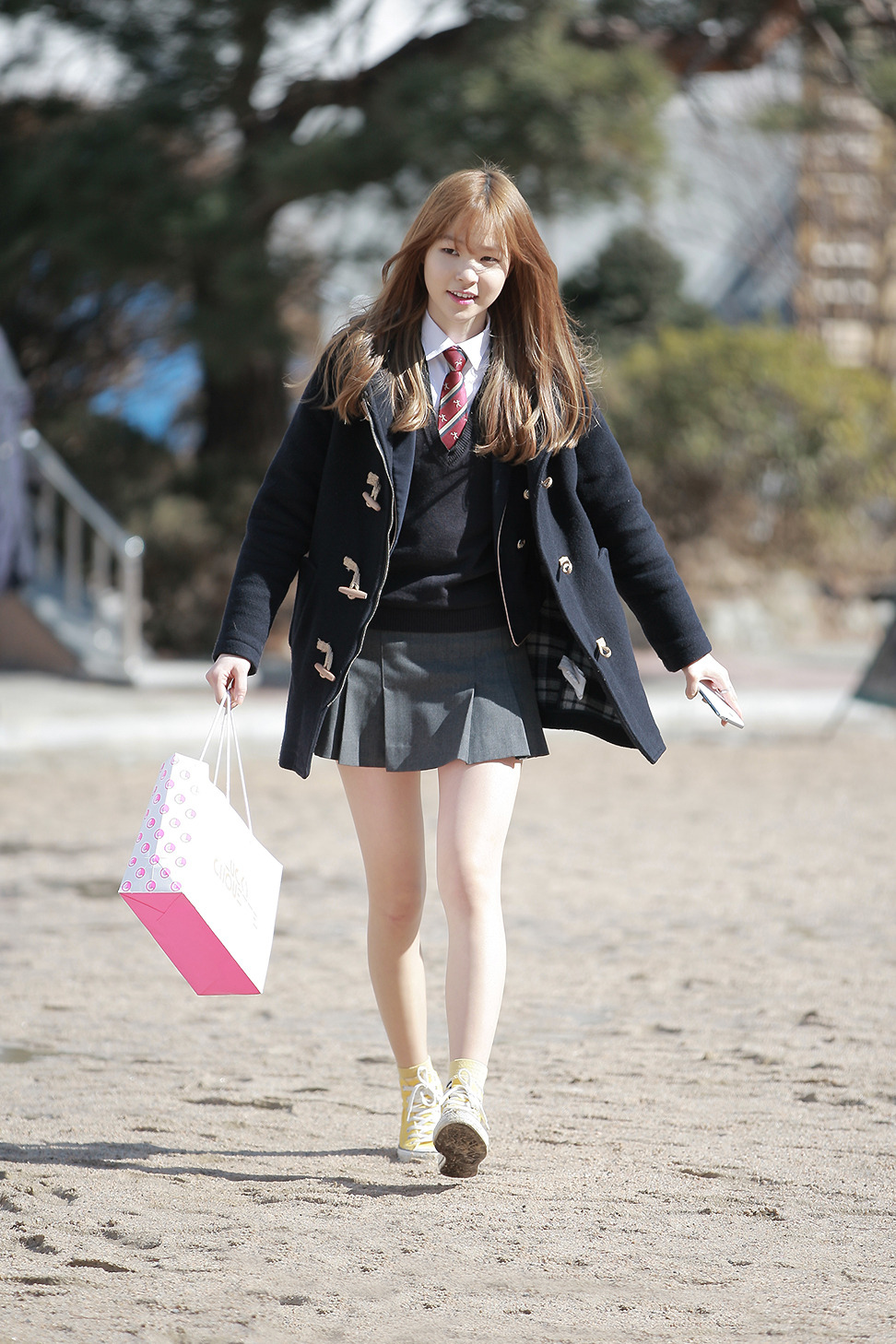
한림연예예술고등학교 교복 (모델 진정선)

대한민국에서 최초로 교복을 착용한 학교는 1886년 개교한 이화학당이다. 이화학당 교복은 다홍색 무명천으로 된 치마저고리였다. 남학생 교복은 1889년 배재학당이 시초다. 1907년 숙명여학교는 최초의 서양식 교복을 도입했다. 1930년대 들어서는 모든 교복이 양장식으로 바뀌었다.
1983년부터 교복 자율화를 시행하였으며, 1990년대 초중반 이후부터 다시 교복을 착용하게 된다.
대한민국에서는 대다수의 중학교 및 고등학교와 국·사립 초등학교에서 교복을 착용하게 하며, 동복 재킷, 조끼, 블라우스, 리본 혹은 넥타이, 바지 또는 치마까지는 거의 모든 학교가 비슷하다. 춘추복의 경우 재킷만 벗는 경우가 많으며, 경우에 따라서는 카디건을 착용하기도 한다. 하복은 아예 다른 옷으로, 반팔 블라우스나 티셔츠 그리고 치마나 바지로 이루어져 있다. 치마 길이, 두발, 신발, 장신구, 화장 등은 학교에 따라 금지하기도 하고 자유롭게 하기도 한다. 경우에 따라서는 교복이 없는 학교도 있으며, 울산 서생중학교, 서울 숭실고등학교 등이 있다.
2000년대 중반부터 현재 학생들의 건강과 안전상의 이유로 대부분의 학교에서 구두 착용 자체가 금지되어 있다. 그러나 요즘에 들어서는 학생들의 복장 자유가 사회적문제를 일으키고 학생의 개성을 볼 수 없다는 것과 불편한 것이 문제가 될 수도 있다. 대부분의 여학생용 교복은 몸의 라인을 살려 사이즈를 작게 만드는 경향이 있다. 이로 인해서 여학생용 교복 디자인이 실용성이 매우 떨어지는 편에 속한다. 특히 블라우스(셔츠)는 팔을 조금밖에 못벌리는 경우가 종종 있다. 또한 맨투맨, 후드집업 등 기존의 교복과는 다른 교복들이 나오고, 교복을 주지만 사복이 가능한 학교도 있는데 전북동화중학교가 그 예다.
2010년대에는 교복은 학생만 입는 옷이 아니라, 놀이공원 등에서 개성을 드러내기 위해서 입는 옷으로도 변화했다.

## 오스트레일리아

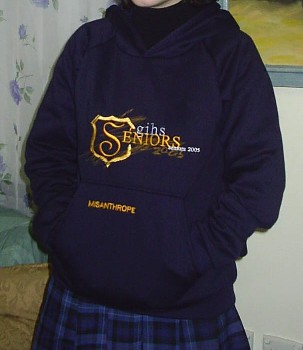
오스트레일리아의 교복

모든 오스트레일리아의 주에서 거의 모든 사립학교와 가톨릭 학교들은 교복 시스템이 유지된다. 대부분의 정부들은 고등학교에 강제적인 교복 시스템을 구축하도록 하고 있지만, 초등학교의 경우에는 교복을 맞추는 경우가 없는 경우도 있다. 학생들의 복장과 외모는 사립학교 및 가톨릭 학교에서 강하게 규제되지만, 공립학교의 경우에는 규제가 적은 편이다.
남성의 경우에는 일반적으로 단추가 달린 셔츠와 하계때 입는 회색 반바지와 긴바지를 착용한다. 일부 학교들은 어린 학생들을 기준으로 하여 반바지만 입게 하고, 13~14세쯤인 사춘기 시절에는 긴바지만 입게 한다. 그러나 더위를 피하기 위해서 선임 학생들에게도 반바지를 입히는 학교도 있다. 보통 반바지를 입히면 학교의 상징색이 들어간, 무릎까지 올라오는 양말을 착용시킨다.
관립 학교에는, 교복은 어린 학생들의 경우에는 주로 검은색상 계열의 터틀넥 셔츠를 입히고, 선임 학생들의 경우에는 하얀색상 계열을 입힌다. 바지와 치마는 검은색으로 동일하다. 소년에게는 넥타이, 점퍼, 단체복을 입으며, 그리고 상황에 따라서는 셔츠나 블라우스도 포함된다. 여름에는 넥타이와 점퍼, 단체복을 입지 않지만, 반팔과 반바지 버전을 입는다.
사립학교에서 넥타이의 착용은 남자여자 구분할 것 없이 모두 강제적용이다. 단체복도 가톨릭과 사립학교에서 흔하다. 여학생의 교복의 경우에는 체크무늬나 줄무늬의 치마를 입으며, 대부분의 중고등학교에서는 버튼이 달린 단체복과 치마, 넥타이를 맨다. 학생들은 체육 학습을 실시할때에 체육복을 입으며, 여름에는 반팔과 반바지 체육복, 겨울에는 체육복을 입는다. 대부분의 사립 학교에는 체육복 착용을 엄격하게 지키며, 흰 양말과 흰 신발을 구비를 하나, 관립 학교의 경우에는 스포츠 셔츠를 제외하면 체육복을 특별히 정하지 않는다.
사립학교에는 체육수업 유니폼은 극히 평범한 사례로, 여름에는 반바지와 셔츠를 입으며, 겨울과 비 오는 날에는 재킷을 착용한다. 그리고 가끔씩 여학생들에게는 네트볼 치마를 입히기도 한다. 초등학교와 중등학교의 마지막 해에는 그들이 졸업생이라는 것을 알리기 위해서 개인용 사복을 입기도 한다.

## 브라질
브라질에서는 일부 고등학교를 제외하고 교복 착용을 한다. 공립학교의 학생들은 교복을 입히게 한다. 일반적으로 교복은 자신의 학교 문구가 가슴 쪽에 수를 놓거나 칠해진 흰 셔츠와 파란색 바지를 입힌다. 신발의 경우에는 일부 학교에서 맞추고, 대체로 색깔은 흰색과 검은색이다. 어떤 학교에서는 청바지를 입히게 한다.

## 미얀마
미얀마에서는 교복을 유치원에서부터 10학년 의무교육 때까지 의무적으로 착용을 시킨다. 유치원부터 4학년때까지 남자아이들은 흰 셔츠와 녹색 반바지와 긴바지를 입고 신발과 미얀마식 샌달도 착용한다. 여자아이의 경우에도 비슷한데, 흰색 셔츠와 치마와 바지를 입는다. 5학년부터 대학 입학 전까지는 버마의 전통의상도 교복으로 입기도 한다. 남학생의 경우에는 만다린 칼라나 칼라가 없는 셔츠를 입고, 파소라 불리는, 허리에 둘러입는 천을 입고, 미얀마 전통 샌들을 신는다. 여학생의 경우에도 남학생과 동일하다.

## 부룬디
부룬디에서도 교복 착용이 의무화된다.

## 캄보디아
캄보디아에서는 취학 전 학생부터 대학생들까지 모두 교복을 입는다. 교복은 학생의 나이와 학교에 따라 다르다. 일반적으로, 남학생들은 흰색 드레스 셔츠와 반바지를 입고, 반바지의 색은 학교마다 다르다. 대학교에서도 형태는 비슷하나, 반바지 대신 검은 드레스 팬츠를 입는다. 여학생들은 흰색 블라우스와 치마를 입으며, 치마의 색상과 길이는 학교와 연령에 따라 달라진다. 일반적으로 초등 학교때에 발목까지 내려오는 긴 치마를 입다가 대학생이 되면 점점 짧아진다. 치마의 색깔은 대부분 파란색 아니면 검은색이지만, 일반적으로 학교 재량으로 선정된다. 일부 학교들은 남녀 학생들이 각각 모두 입을 수 있는 혼용 교복을 구비하는 경우가 있으며 대체로 색깔이 있는 셔츠와 바지로 구성되어 있다.

## 캐나다
대부분 캐나다의 공립 학교에는 학교 대회나 국제적인 현장 학습을 제외하면 교복을 입지 않는다. 그러나 사립 학교, 가톨릭 학교 그리고 공립 학교 내에서도 전통 학습 센터와 같은 자유로운 예술을 가르치고 고도의 학술적인 성과를 기대하는 학과에서는 교복 착용이 있다.

## 칠레

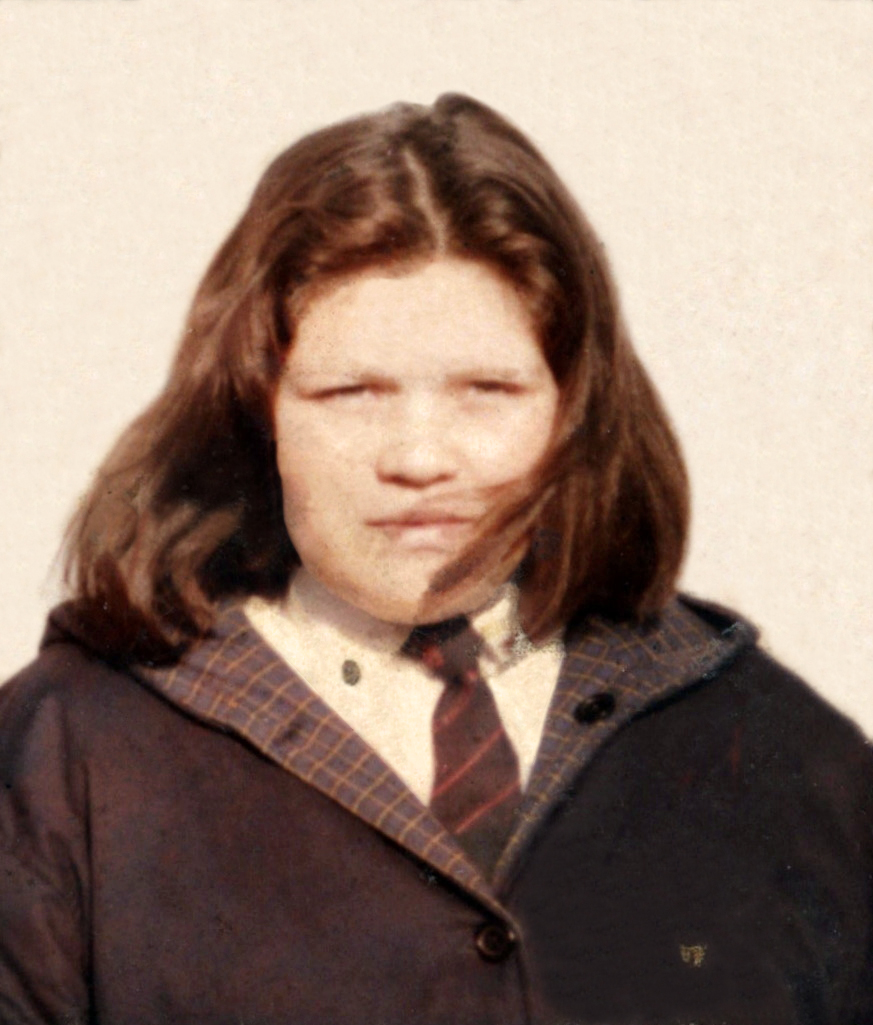
1994년 칠레의 교복

현재 칠레 학교에서는 대부분 교복 착용이 이루어진다. 1930년대까지는 교복 착용은 그리 유명하지 않았다. 카를로스 이바녜스 델 캄포 정부 아래에 교복 착용을 의무적으로 하게 했다. 에두아르도 프레이 몬탈바는 공립학교, 사립학교와 기타 교육 시설에 통합된 교복 착용을 시행했으나, 현재에는 사립 학교에서는 개별적인 교복 착용을 시행한다.

## 중국

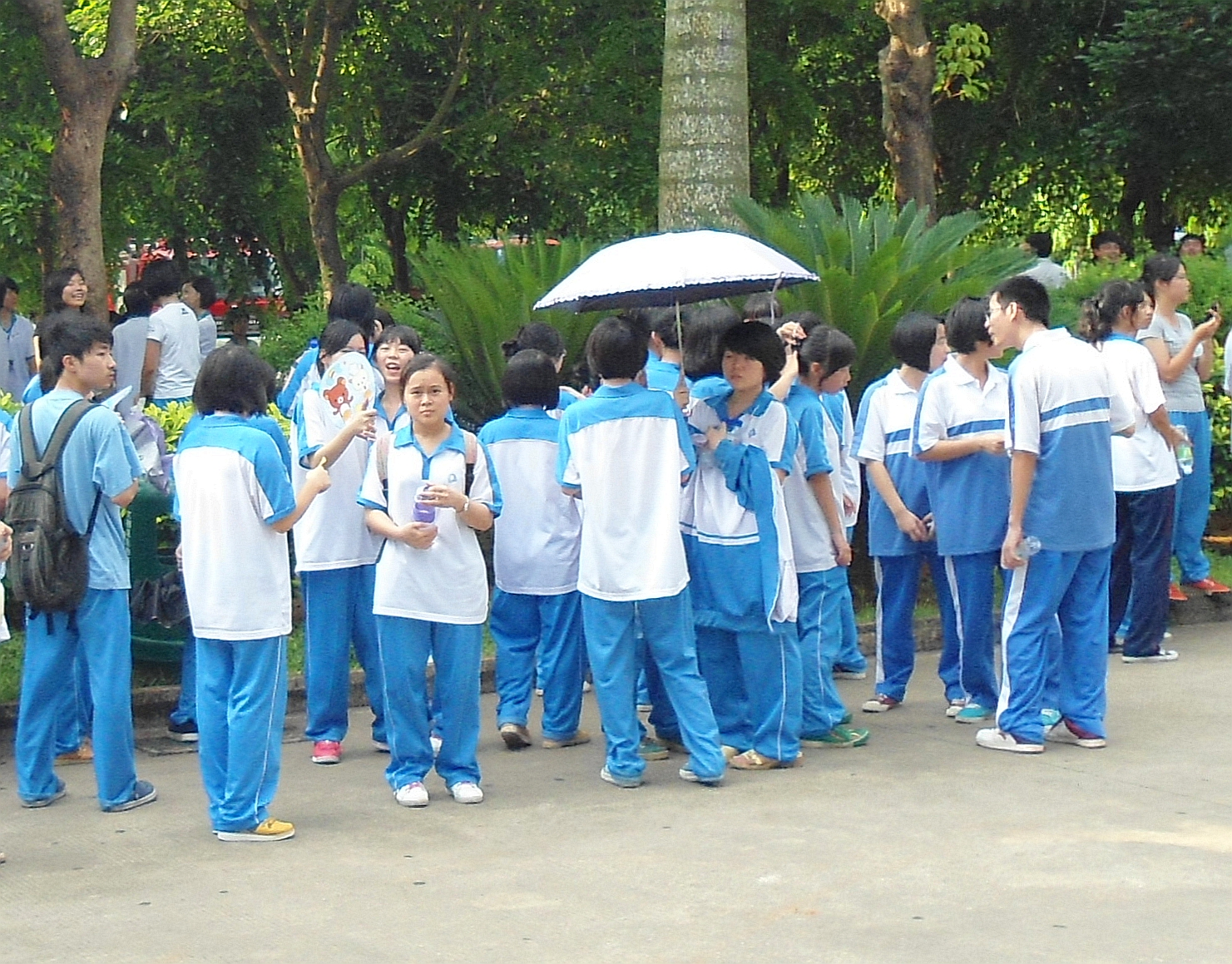
중국 하이난성의 한 학교의 교복

중국에서 교복 착용은 학교 문화에서도 찾아볼 수 있다. 거의 모든 중고등학교와 일부 초등학교는 교복을 착용한다. 중화인민공화국의 경우에는 크게 동복과 하복으로 나뉘는데, 남학생 동복의 경우에는 일반적으로 옷깃이 있는 흰색 셔츠와 바지, 스웨터로 구성되며, 하복은 반바지와 긴바지로 이루어진다. 여학생의 경우에도 동복의 경우에는 남학생과 비슷하다. 치마교복은 드물다.  일부 사립학교에서만 이뤄지고 있다.  아무래도 외모의 관심을 과도하게 가질 시기인 청소년기에 치마같은 복장은 문제가 될 여지가 있다고 봐 체육복을 교복으로 허용한것으로 추정된다.

## 덴마크
덴마크의 경우에는 공립학교와 사립학교 구분없이 대부분의 학교에서 교복을 착용하지 않는다. 그러나, 헤르프쇨름 학교와 소뢰 아카데미와 같은 기숙 학교에서는 교복이 존재한다.

## 프랑스
1968년 이래로 프랑스에서는 일부 학교를 제외하면 교복 착용이 시행되지 않았다. 2007년부터 2009년까지 교육부 장관을 재직한 사비에르 다르코스는 교복을 재도입하자고 지지한 적이 있다고 말했다. “이것은 특별히 충격적인 사건도 아니고, 학생으로부터 사회적인 부와 지위의 차이를 줄여주는 효과를 가져온다. 교복은 사회 통합을 가져올 것이다.”라고 말하였다. 2012년 3월부터, 소르됭 기숙 학교는 학교 휘장이 달린 교복을 착용하기 시작했다.
Les lycées de la défens라고 불리는 군사 학교는 소르됭 기숙 학교와 마찬가지로 교복 착용을 한다. 한편 일부 대학교에서는 대학 예복이 유명세를 이어가고 있다.
한편 프랑스령 앤틸레스와 프랑스령 기아나는 2008년부터 교복 착용을 시행하기 시작했다.

## 독일

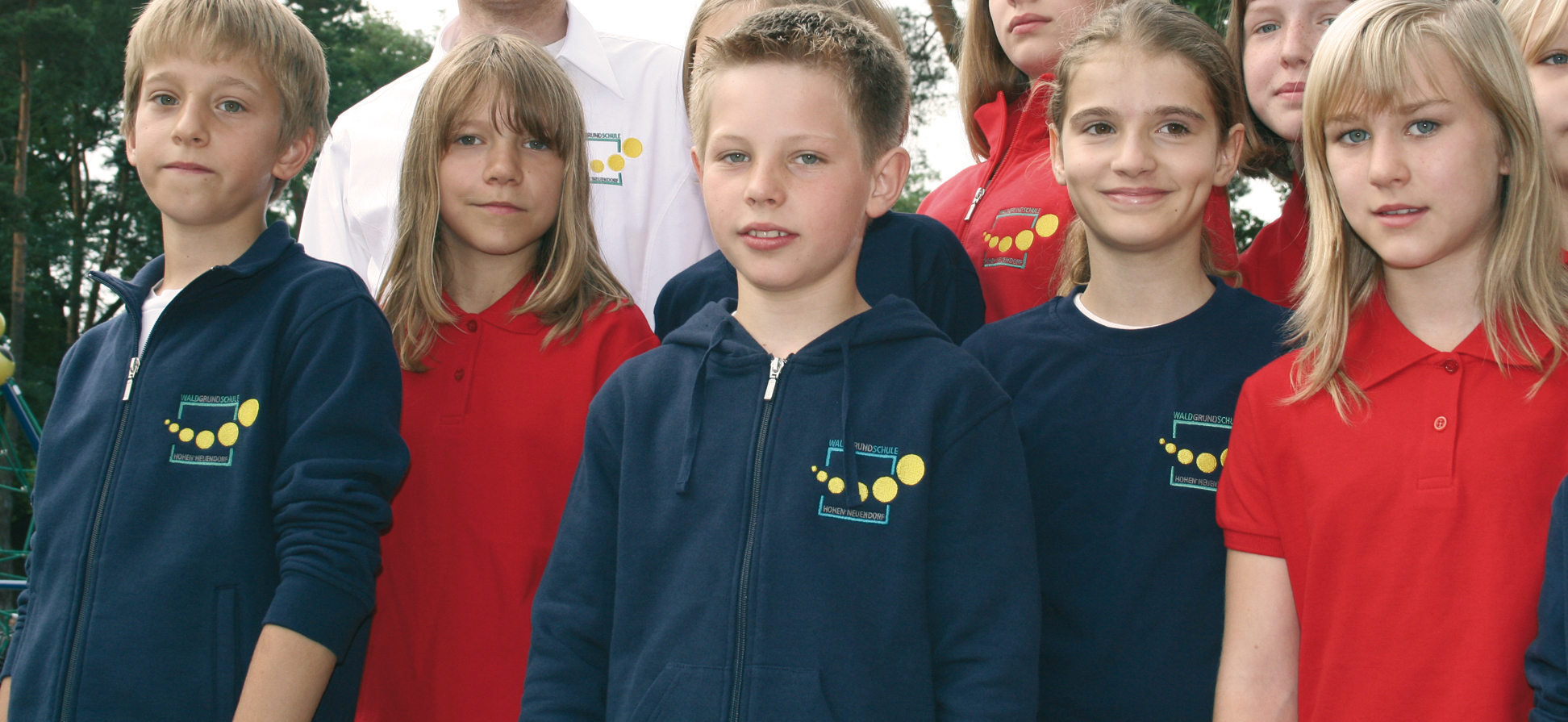
독일의 교복

16세기부터, 독일의 학생들은 “학생들은 검소해야 하며, 개성적인 복장을 입어서는 안 된다”라는 방침 아래에 복장 규제를 받아왔다. 많은 경우 아래에 이러한 규제는 특정한 사회 계층에 속한 모든 시민들의 복장을 규제하는 역할을 해왔다.
푸른색 코트가 독일 사회에서 뿌리내려지자, 푸른색 코트는 중고등학교의 학생에게 의무적으로 18세기 중후반때까지 입게 되었다. 근래에 교복은 수녀원 학교와 사립 기숙 학교에서는 존재하지 않았다. 그 당시에서는 특정한 패션이 사회적인 지위를 많이 활용했다. 이른바, Schülermützen이라고 불리는 학생모는 1880년대부터 유명했고, 나치가 이를 금지하기 전까지는 유명세를 계속 타고 있었다. 학생모는 교사와 학생 사이에서 지지를 얻었고 이를 의무화하는 방침까지 있었으나, 사회 전반적인 유명세까지 오르진 않았다. 한편 19세기부터는 세일러 복이 유명세를 타고 있었으나 학생모처럼 유명세를 타지는 못했다.
나치 독일은 학생모가 사회적 지위를 기여한다는 이유로 금지시켰지만, 히틀러 유겐트에 1936년부터 의무적으로 가입을 하게 했기 때문에, 교복 착용은 여전히 이루어졌다.
히틀러 유겐트 유니폼은 교육 시설과 나폴라에서 착용이 되었지만, 타 학교에서는 학교의 재량으로 이루어진 교복을 입기도 하였다.
현대 시대에 교복을 도입하는 것이 논의되었지만, 독일에서는 교복이라고 부르는 대신에 학교 의상이라고 불리는 게 적절하다고 생각했다. 학교 의상은 2000년에 함부르크-신스토르프, 2005년에 프리젠하임, 오버바이에른 주의 헤이그에서 도입되었다. 이러한 경우에는 셔츠와 스웨터는 사회적으로 보편화된 양식을 갖추게 되었지만, 고전 양식의 교복을 착용하자는 징조는 거의 보이지 않는다.
많은 학교에서는 학교의 자부심을 일깨워주는 브랜드 상품을 팔지만, 한편으로는 교복이 군국주의의 일부라고 여기면서 교복을 반대하는 운동이 있다.

## 가나
모든 가나의 학생은 교복을 입어야 한다.

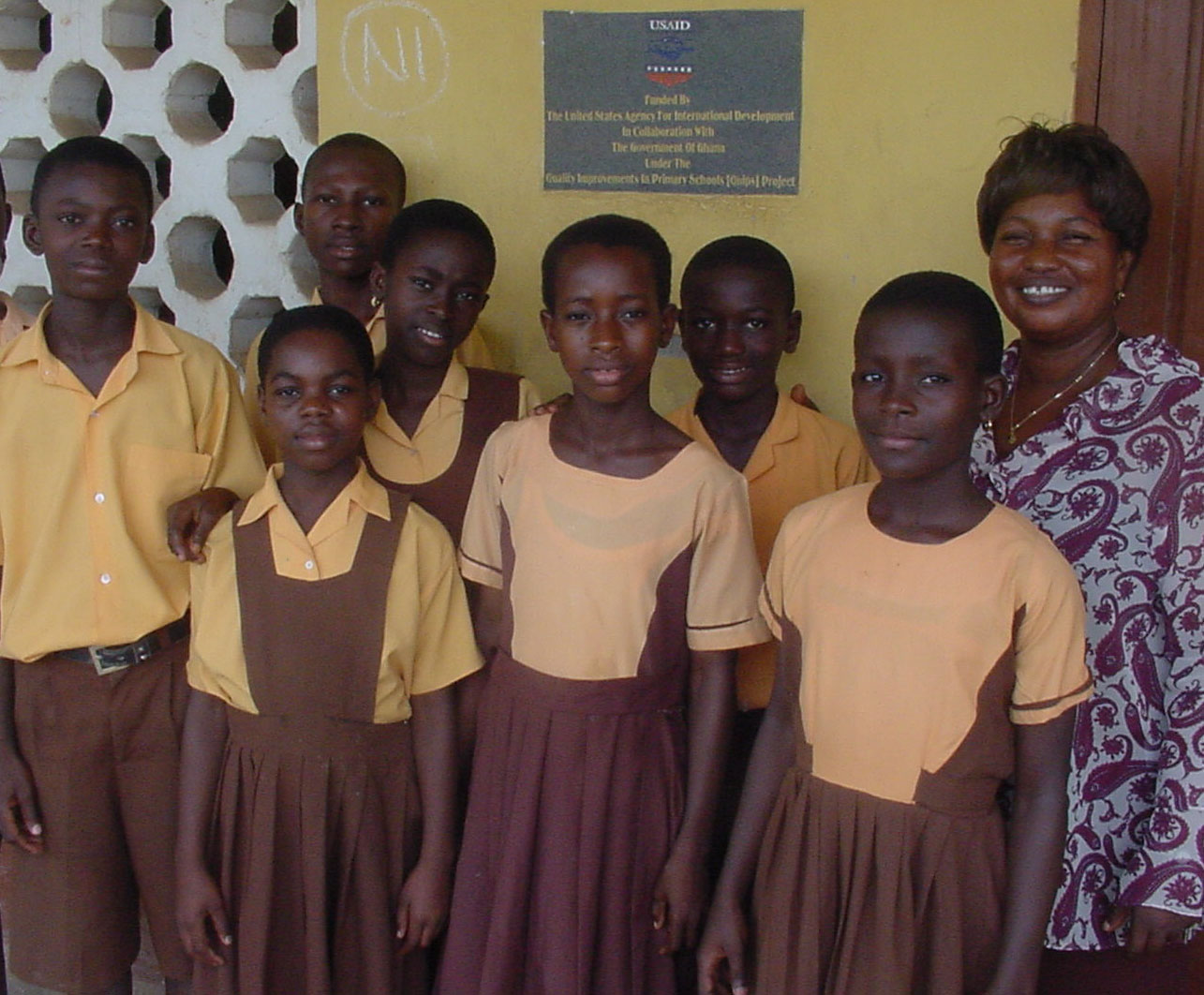
가나의 교복

가나에는 가난한 학생들에게 교복을 지원해주는 프로그램이 있다. 거의 8000벌의 교복이, 광산 지역으로 알려져있지만 가난이 극도로 심한 타크와 은수앰 지방 자치제의 교복이 필요한 학생들에게 지급되고 있다. 2010년부터는 장애인 학생에게 교복을 지급하는 프로그램이 지원되었다.

## 홍콩

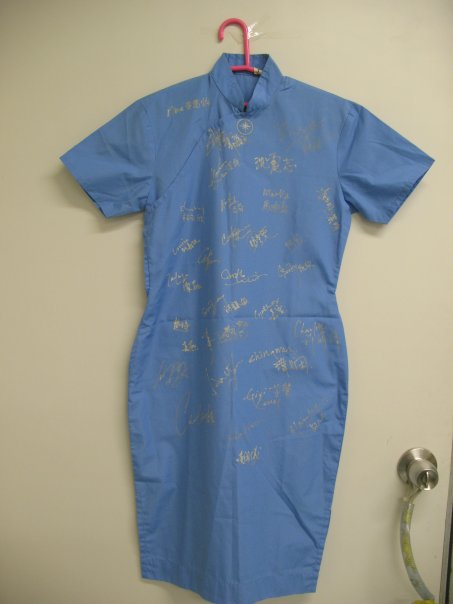
홍콩의 교복 치파오.

영국 통치 아래, 홍콩의 절대 다수의 학교에서는 영국식 교복을 채택했으나, 홍콩의 가톨릭 학교에서는 그들만의 독자적인 교복을 입는다. 그러나 많은 2차 세계 대전 이전에 설립된 유서깊은 기독교 여자 학교에서는 치파오를 교복으로 채택하기도 한다. 이런 학교로는 성 스테판 여자 대학교, 홍콩 진광 중학교, 협은 중학교가 대표적이다. 세일러 복은 일부 유치원과 중학생의 여학생에게 착용된다. 비숍 홀 학교과 신법 서원이 대표적인 예이다.

## 인도
인도에서 교복은 공립 사립 구분할 것 없이 모두 강제적용이다. 남학생의 경우에는 밝은 빛깔의 셔츠, 파란색, 흰색, 검은색 계통의 긴바지이다. 여학생의 경우에는 셔츠와 치마이다. 공립 중고등학교에는 10대 후반에 전통 의상인 샤르와 카메즈라는 것을 착용하기도 하지만, 강제적용은 아니다.
기독교 선교사가 운영하는 학교 교육 기관에는 넥타이를 착용한다. 또한, 무슬림 여성에게는 부르카, 시크교 남학생들에게는 복장을 착용한 터번을 착용한다. 이는 인도 정부가 공식적으로 학교에서 종교적인 상징을 사용하는 것은 금지하지 않기 때문이다. 인도에서도 두발 제한이 시행되기 때문에, 장발과 염색은 금지된다.

## 인도네시아

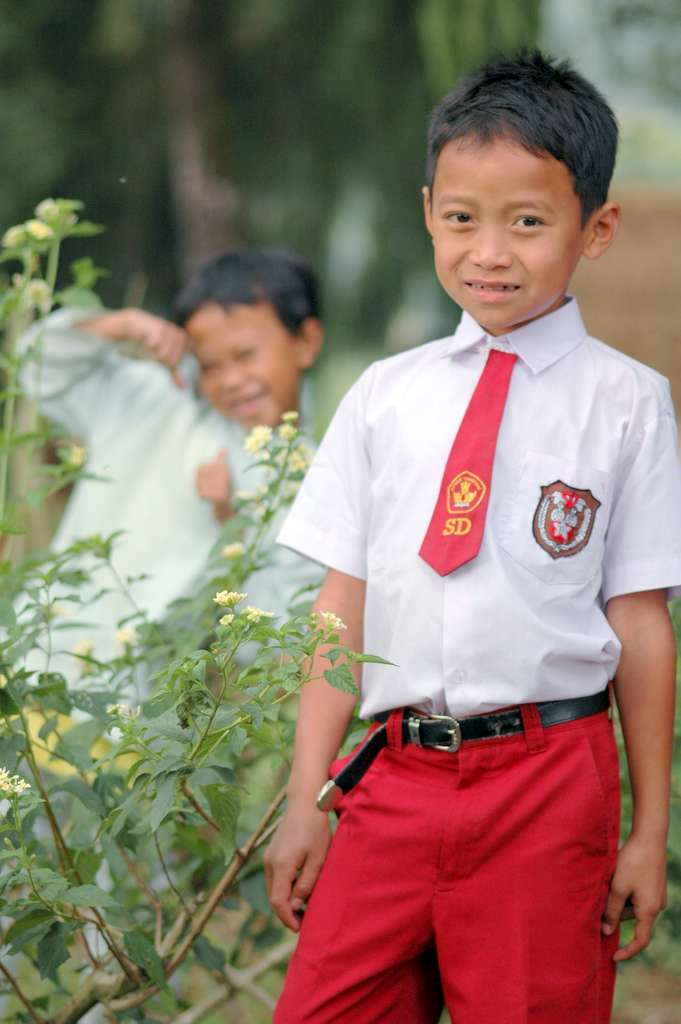
인도네시아의 교복

인도네시아에서는 모든 학생에게 교복이 의무화된다. 교복은 나이에 따라 크게 세 범주로 나뉠 수 있다.
- 초등학교나 세콜라 다사르에 다니는 학생들은 흰색 반팔 셔츠와 붉은 색 반바지를 입으며, 여학생들에게는 무릎 밑으로 내려오는 치마를 입는다.
- 중학교나 세콜라 메넨가 페르타마에 다니는 남학생의 경우에는 흰색 반팔 셔츠와 남색 계통 반바지를 입으며, 여학생의 경우에는 흰색 반팔 셔츠와 남색 계통의 무릎 밑으로 내려오는 치마를 입는다.
- 고등학교나 세콜라 메넨가 아타스에 다니는 남학생은 흰색 반팔 셔츠와 청회색 바지를 입으며, 여학생의 경우에는 흰색 반팔 셔츠와 청회색의 무릎 밑으로 내려오는 치마를 입는다.[9]

인도네시아의 공립 학교에는 종교의 자유가 보장되어 있어서, 무슬림 여성의 경우에는 신체가 드러나지 않는 긴팔 셔츠, 긴 치마, 머리를 두르는 지밥을 쓴다. 인도네시아의 대부분의 학교에서는 바틱이라고 불리는 전통 의상을 주로 목요이일이나 금요일에 착용한다. 교복용 바틱의 경우에는 긴팔용과 반팔용, 긴바지와 짧은 바지, 무릎 밑으로 내려오는 치마나 그보다 더 긴 치마로 구성된다. 무늬와 칼라의 경우에는 학교의 재량에 달려있다.
한편으로 대부분의 학교에는 넥타이를 착용 시키며, 넥타이의 바느질 형태와 색깔은 학교마다 모두 다르다.
스카우트 제복 또한 인도네시아의 대부분의 학교에서 최소한 한 주 이상을 착용하게 한다. 보통 연갈색의 반팔과 긴팔 셔츠, 암갈색의 반바지와 긴바지, 무릎 밑으로 내려오는 치마나 그것보다 더 긴 것도 있다. 보통 금요일에 많이 입으며, 일부 학교에서는 토요일에 착용되기도 한다. 일부 학교에서는 금요일과 토요일에 의무 착용을 하게 한다. 게다가, 학교 대회와 같은 특수한 경우에 한에서는 붉은색의 스카프나 넥타이, 암갈색 베레모, 밧줄, 스카웃 단검을 완전히 착용시키기도 한다.
최근에 인도네시아에 사립 학교들이 많이 생기자, 독자적인 교복 형태를 만들기도 한다. 대부분은 남학생의 경우 반팔 셔츠와 반바지, 여학생의 경우에는 치마이다. 단지 색깔이 다르다.
인도네시아의 경우에도 모든 학교에서 두발과 복장 제한이 시행된다. 남학생의 경우에는 장발, 악세사리 착용이 금지되지만 여학생의 경우에는 제한적인 악세서리 착용은 허용된다. 염색과 문신은 남녀 구분없이 허용되지 않는다.
일부 학교에서는 신발 착용까지도 고려하는 경우가 있다. 대부분은 흰색이나 검은색 운동화로 채택되며, 고학년의 경우에는 검은색 가죽 신발을 착용하기도 한다.
학교의 이름과 지역, 학교의 로고가 새겨진 학교 배지의 경우에는 오른쪽 소매에 부착된다. 일부 학교의 경우에는 옷깃이나 가슴 쪽에 옷핀으로 고정시키기도 한다. 학교 수련 조직의 로고는 셔츠의 왼쪽 주머니에 부착되고, 학생의 명함은 셔츠의 오른쪽에 내장되어 있거나, 바느질되어 있다. 세콜라 메넨가 페르타마나 세콜라 메넨가 아타스의 경우에는 학교 교복의 넥타이 안에 줄을 사용해서 학년을 구분하거나, 학교 앰블럼 밑에 부착된다.
학교 스카우트 복장은 가슴 주머니가 두 개 달려 있다. 오른쪽 포켓에는 학생의 이름, 인도네시아 스카우트 운동의 로고는 왼쪽 주머니에 달렸다. 오른쪽 소매에는 스카우트 단체의 위치가 달려 있고, 왼쪽 소매에는 학생의 스카우트 팀 로고와 학생의 학년을 알 수 있는 v형 로고가 달려 있다. 남학생의 경우에는 명함이 스카우트 로고 위에, 여학생의 경우에는 옷깃 위에 부착된다.

## 이스라엘
이스라엘 전 교육부 장관 리모르 리반트에 의해 1,400개의 공립학교가 교복 착용을 시행했다.
건국 초기 시절 당시에는 교복이 사회 전반에 크게 있었던 반면에, 최근에는 개인의 선택으로 결론이 나왔다. 그러나 최근 몇 년 사이에 다시 한번 교복 착용이 증가하고 있다. 많은 부모들과 학생들, 교사들이 부유한 학생과 그렇지 않은 학생들 간의 격차를 줄이고자 하는 보통의 방식으로 다시 교복을 도입하는 추세가 증가하고 있다. 현재 이스라엘의 교복은 이스라엘 교육 시스템 체계 내에서 국가적인 종교 학교와 연관이 많이 되어 있다. 한편 이스라엘 내의 아랍인들은 교복이 필요하다. 보통 여학생의 경우에는 바지와 셔츠 위에 걸치는 피나포르를 입는다.
현재 이스라엘의 교복은 학교 로고가 달린 셔츠로 구성되어 있다. 하계 때는 단순한 티셔츠, 동계 때는 후드 스웨터를 입는다. 색깔이 다양한 셔츠를 구입해 학교 로고를 붙이며, 학생에게 교복을 입은 상태에서 자신을 꾸미는 것을 허용한다. 셔츠의 단가가 매우 싸기 때문에 부유하지 않은 학생들도 쉽게 구할 수 있다.

## 이탈리아
이탈리아에서 교복은, 2차 세계 대전 이전에 베니토 무솔리니가 이탈리아 파시스트 소년회에서 학교 안팎을 가리지 않고 교복을 입으라고 지침한 적이 있기 때문에 보기가 어렵다.
그러나 1970년대 초반까지는 많은 고등학교들이 여학생에 한정해서 검은색 가운(그렘불리에)을 요구하기도 했다. 초등학교와는 달리, 모든 공립 고등학교가 남녀공학이었기 때문에, 남녀 간의 이성 교제를 멀리하기 위해 그렘불리에를 입혔다고 한다. 그러나 1960년대 후반 성혁명일어나고 한동안 논쟁이 많았다가 결국은 폐지했다.
그러나 현재에는 많은 취학 전의 학부모들이 싸게 살 수 있는 어린이용 그렘불리에를 입히기도 한다.
일부 초등학교의 경우에는 어린 학생들에 한하여 가운을 입히기도 한다. 가끔씩 여학생의 경우에는 흰색 혹은 분홍색의 가운을 입고, 남학생의 경우에는 파란색 혹은 검은색의 짧은 코트 재킷을 입기도 했다. 때때로 중성적인 파란색 가운을 입기도 한다. 일부 학부모들은 가운이 필요 없음에도 불구하고 가운을 입히기도 한다.
시인이자 어린이 동화작가 지아니 로다리는 자신의 어른 생활을 “학교 책상과 그렘불리에가 없는 학교” 라고 묘사한 적이 있다.
한편 이탈리아의 세계 자연보호 기금은 합성으로 만든 그렘불리에가 아이들에게 해를 끼칠 수 있다고 경고했고, 2008년에 교육부 장관이 그렘불리에를 재도입하자는 논의가 있고 난 뒤에 이탈리아에서 논쟁을 불어일으켰다.

## 일본

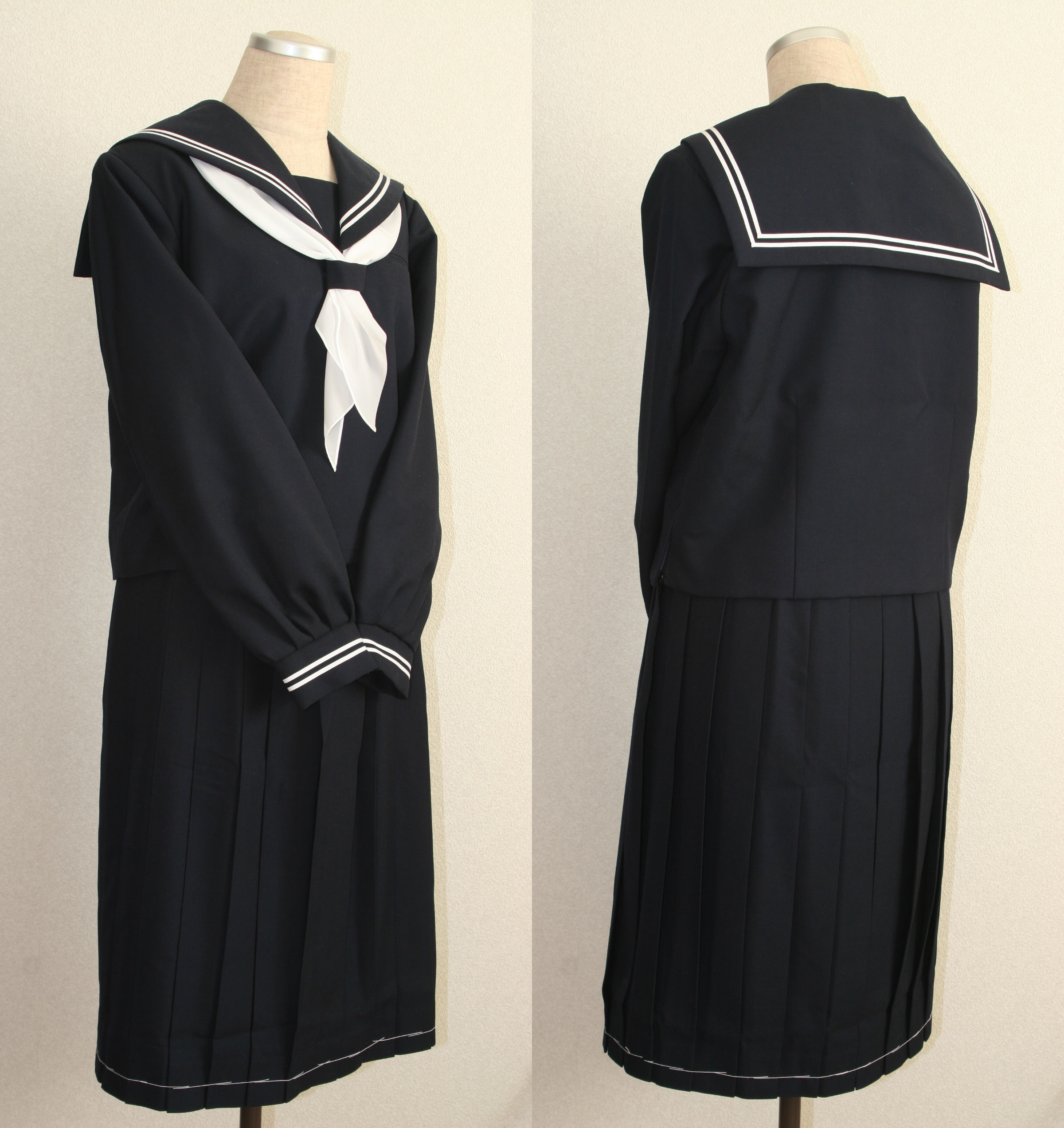
일본의 교복(세일러복)

19세기 후반에 일본은 교복을 들여왔다. 현재 교복은 공립학교와 사립학교 구분 없이 대중적이며 일부 여자 대학에서도 입는다.
초등학교 때에는 학생들에게 교복을 요구하지 않는다. 만약 학생의 나이가 어리다면 수업 시간에 더 격식 있게 입는다. 만약 필요하다면, 남자아이는 흰 셔츠와 반바지, 모자를 입는다. 여학생의 경우에는 회색 주름치마와 흰색 블라우스를 입는다. 때때로 세일러복을 입기도 한다. 교복은 학교 환경이나 상황, 행사에 따라서 다르다. 보통 교통 사고를 예방하기 위해서 밝은 모자를 쓰기도 한다. 학생들이 학교 밖에서도 교복을 입고 다니고 이것을 기성복의 일부로 간주하기도 한다.
중고등학교 때에는 남학생의 경우 프랑스 군복 식의 교복을 입고, 여학생의 경우 세일러복을 입는다. 대체로 이러한 교복들은 메이지 유신 이후 유럽의 해군 군복을 본따서 만든 경우가 많다. 세일러 복은 1920년대에서 1930년대 사이 일본의 교육학자 유타코 시모다가 만든 것으로 하카마를 대체하게 되었다. 이러한 복장은 여전히 많이 쓰이지만, 최근에는 서양의 종교 학교의 교복풍으로 바뀌고 있다. 보통 남학생의 경우에는 흰 셔츠, 블레이저 셔츠, 학교 문장이 들어간 스웨터 조끼, 양복 바지로 구성되어 있고, 여학생의 경우에는 흰 블라우스, 넥타이, 학교 문장이 들어간 블레이저 셔츠, 그리고 타르탄형태의 치마로 구성되어 있다.
가쿠란이라고 하는 남성 유니폼 비슷하게 생긴 옷은 해군 복장 비슷하게 생겼다. 복장은 주로 세일러 옷깃과 주름 치마로 구성되어 있다. 동계와 하계 구분에 따라 소매 길이와 면이 다르게 된다. 리본은 앞에 부착되어 있으며 끈으로 연결되어 있다. 가끔씩 리본 대신에 넥타이, 보로 타이, 스카프, 활 모양 장식으로 대체되기도 하다. 보통 색깔은 남색, 흰색, 회색, 연초록색, 검은색으로 구성된다.
신발과 양말, 기타 액세서리들은 유니폼의 일부로 간주되기도 한다. 양말은 보통 남색이나 흰색이다. 신발은 갈색이나 검은색 페니 로퍼이다. 비록 교복으로 치부되진 않지만, 루즈삭스나 무릎 길이의 양말을 세일러 복과 맞추기도 한다.
특정한 학교의 교복 형태와 상관없이 상관없이 모든 학교는 보통 흰색 셔츠와 검은색 반바지로 구성된 남학생용 교복과, 경량화된 블라우스와 타르탄 무늬의 치마로 구성된 하복과, 보통 동계 때 입는 폴리에스테르 소재의 체육복과 하계 때 입는 셔츠와 반바지로 구성된 체육복이 존재한다. 학년이 올라감에 따라서 학생들은 하루 일과 내내 체육복을 입기도 한다. 학생들은 큰 루즈 삭스나 뱃지를 착용하는 것과 같이, 학교 교복 체제 내에서 벗어나는 의상으로 개조하기도 한다. 여학생들은 치마의 길이를 줄이기도 하고, 남학생들은 바지를 엉덩이에 걸쳐 입거나, 넥타이를 생략하거나, 단추를 풀기도 한다.
여학생의 건강과 안전 차원에서 속바지를 필수로 착용하거나 치마반바지 혹은 영국식 긴바지를 채택한 학교도 있다. 또 한국과 마찬가지로 최근에는 구두대신 운동화 착용을 의무화시키는 학교들이 생기고 있다. 또한 양말의 길이도 무릎이 아닌 발목을 기준으로 한 발목양말이나 페이크 삭스도 신는 학생도 존재한다.

## 레소토
레소토에서 학교 교복은 강제적이나, 많은 가난한 학부모들은 교복 부담을 하지 못해 높은 학업을 중단하는 학생 수를 증가시키고 있다.

## 말레이시아

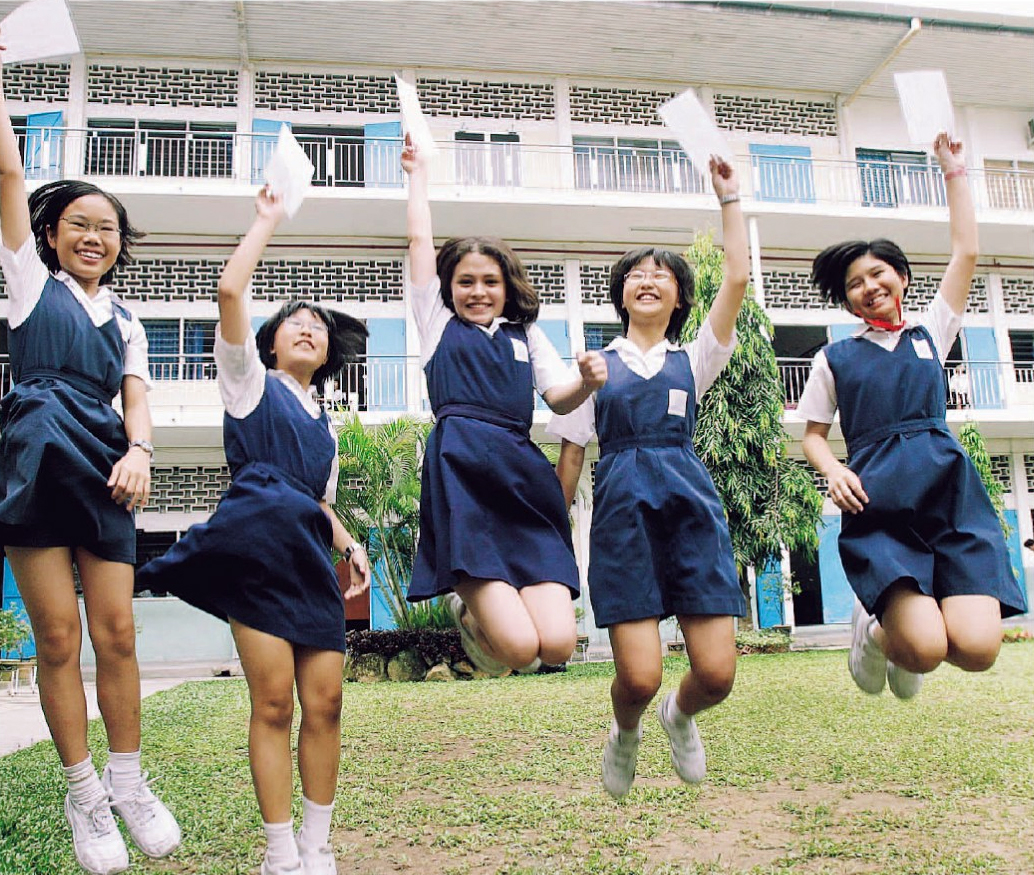
말레이시아 초등학교의 피나포르

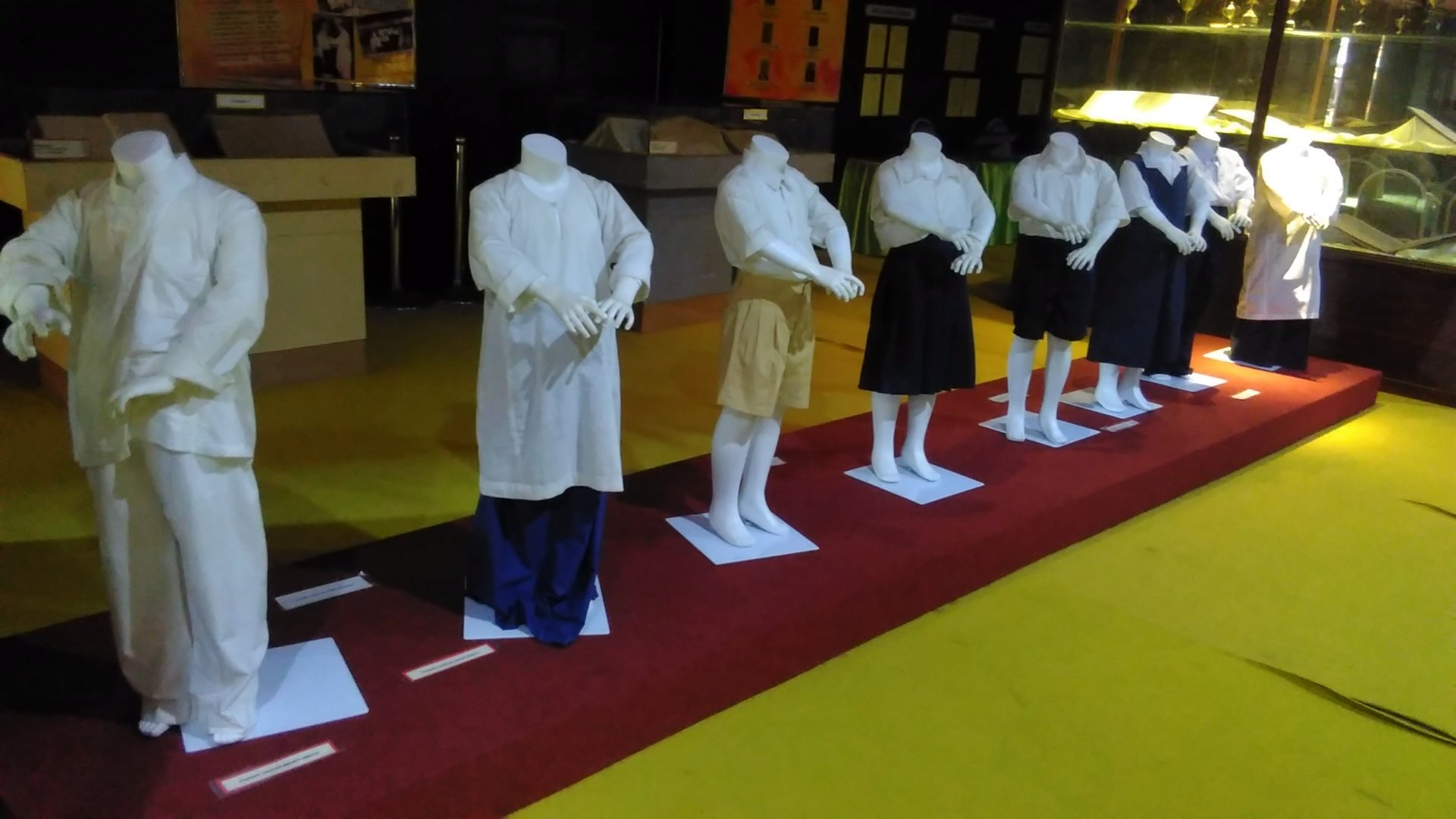
여러 형태의 말레이시아 교복을 입은 마네킹들. 이 중에는 여학생 교복으로 만들어진 바주 쿠룽(Baju Kurung)이 있다. (맨 왼쪽에서 두 번째)

말레이시아에서 학교 교복은 공립학교 학생들에게 모두 규정된다. 서구식 교복은 영국 식민지 기간인 19세기에 도입되었다. 현대적 교복 디자인은 1970년 1월달에 모두 표준화되었고, 현재는 공립 사립 모두 교복을 착용한다.
초등학교 남학생의 경우에는 흰색 셔츠에 남색 반바지와 긴바지를 입고, 여학생의 경우에는 흰 셔츠와 남색 피나포르를 입거나, 남색 긴 치마에 팔을 감싸는 긴 튜닉 형태인 바주 쿠룽을 입는다.
중고등학교의 남학생의 경우에는 올리브색이나 흰색 바지를 입고, 여학생의 경우에는 청옥색(진하늘색) 피나포르를 흰 셔츠 위에 걸치거나, 긴 청옥색(진하늘색) 치마에 흰색 바주 쿠룽을 걸친다.
학생들은 교복과 함께 흰색 양말과 신발을 구비해야 한다. 여학생은 단정해야 한다는 이유로 민무늬의 캐미솔에 바주 쿠룽을 걸치기도 한다.
또한 학교에서 주로 왼쪽 가슴쪽에 박음질이나 다림질을 한 학교 뱃지를 부착하기도 한다. 일부 학교에서는 뱃지 위에 명함을 부착하기도 한다. 또한 바주 쿠룽이란 옷을 입은 상태를 제외하면 넥타이를 착용시키기도 한다.
넥타이는 학급 반장이나, 사서, 교실 감독, 서기 등이 착용한다. 일부 학교에서는 넥타이를 필수적으로 착용하며, 현장 학습이나 학교 축제때에는 주로 착용된다. 그러나 열대 지방의 더위와 습도 때문에 자주 착용되진 않는다.
말레이시아에서는 무슬림 여학생들은 바주 쿠룽을 주로 입는다. 그들 중의 대부분은 종교적인 이유로 흰색 투둥(말레이시아식 히잡)을 중학교 들어갈 때 착용한다. 비무슬림계는 피나포르를 입지만 일부도 바주 쿠룽을 입는다. 남학생들은 금요일에 바주 멜라유(말레이시아 전통 의상)을 입는다. 특히 점심시간때 모스크에 기도를 하러 갈때면 송곡이라는 모자를 착용하기도 한다.
여학생들은 여학교에 들어가면 특히 피나포르를 많이 입는다. 자유로운 신체 활동을 보장하기 위해 무릎 밑으로 내려오는 치마 안에 반바지를 입는다. 일부는 반바지를 입지 않고 다리 전체를 감싸는 바주 쿠룽을 입는다.
학생들의 두발은 교육부와 학교에 의해 지침받는다. 염색은 금지된다. 남학생들에게는 두발의 제한이 있다. 옷깃에서 몇 센티미터 위까지 허용하며 구렛나룻은 금지된다. 만약 이를 어길시에는 체벌이 가해지만, 어떤 학교에서는 체벌 대신 다른 대안을 모색하기도 한다. 보수적인 학교에서는 과도한 치장을 금지하기 위해 헤어 젤의 사용도 금지된다. 여학생의 머리는 땋아 올려야 하며, 주로 포니 테일형식으로 한다. 어떤 학교에서는 악세사리의 색깔과 디자인 또한 지침받는다. 어떤 학교에서는 여학생에게 단발머리를 지침한다. 화장품 사용은 금지된다.
복장은 교사들과 반장들에 의해 감독되어 지므로 철저하게 준수된다. 학생들은 복장 불량 경고에도 불구하고 이를 어겼다면, 벌점을 주거나 학부모 면담, 체벌이 가해진다.

## 모리셔스
모리셔스의 학교 교복은 의무적으로 착용된다. 모리셔스는 영국의 식민지였기 때문에 예전 시스템을 그대로 차용하고 있다. 학생들은 초등학교 때부터 고등학교 때까지 교복을 입는다. 그러나 프랑스식 시스템을 착용한 일부 사립 학교들은 교복을 입지 않는다.

## 멕시코
멕시코에서는 많은 사립 학교들처럼 공립대학들도 교복을 착용한다.

## 뉴질랜드
전통적으로 많은 뉴질랜드의 중학교와 고등학교, 그리고 주립 통합 학교와 사립 학교는 영국식 교복을 채택했다. 그렇지만 대부분 공립 학교는 넥타이 달린 단체복과 긴바지 대신에 셔츠와 회색 반바지를 착용하는 것을 선호했다. 뉴질랜드의 교복은 다양한 형태로 제정되었다. 남학생의 경우에는 비즈니스 형식의 셔츠와 공식적인 학교 넥타이, 그리고 긴바지나 반바지로 구성되어 있었고 여학생의 경우에는 블라우스와 주름 치마, 특히 남 섬에는 킬트로 구성되어 있다. 남녀 학생은 공식적인 학교 셔츠를 입는다. 단체복과 재킷은 학교에 따라서 색깔이 다르다. 주로 검은색, 하늘색, 회색, 진홍색, 다홍색으로 구성된다. 일부 학교는 옷깃의 끄트머리와 자켓 앞쪽 부분의 색깔을 대조시키는 영국식 방법을 사용하는 경우도 있다. 모자는 1970년대에 이후로 입지 않았으나, 많은 사립 학교에서는 자외선을 예방하기 위해 학교 상징색을 가진 넓은 챙을 가진 헐렁한 모자를 여전히 준수하도록 한다. 만약 반바지를 입었다면 대체로 검은색 긴 양말을 입는 것이 관례이다. 1990년대부터 많은 학교가 샌들을 공식적인 하계 신발로 채택하고 있다.
1980년대부터 1990년대까지 전통적인 교복은 더 값싸고 현대적인 방식으로 하자는 여론 경향이 나왔다.폴로 셔츠, 스웨터, 사복으로 대체하자는 의견도 나왔다. 중학교에서는 여학생들에게는 치마나 퀼로트를, 남학생들에게는 반바지를 제공했다. 자전거용 반바지나 타이츠도 여학생의 치마나 드레스 속에 착용하기도 하고, 어떤 고등학교에는 치마 대신 바지를 제공하자는 의견도 나왔다. 그러나 크라이스트처치의 고등학교에서는 단 1%의 여학생이 학교에서 교복 바지를 입는 것을 원했기 때문에 수요량은 낮다. 일부 학교의 여학생들은 남색 치마를 입고, 겨울에는 긴 것, 여름에는 짧은 것을 제공한다. 치마는 무릎 밑으로 올라와선 안 된다.

## 나이지리아

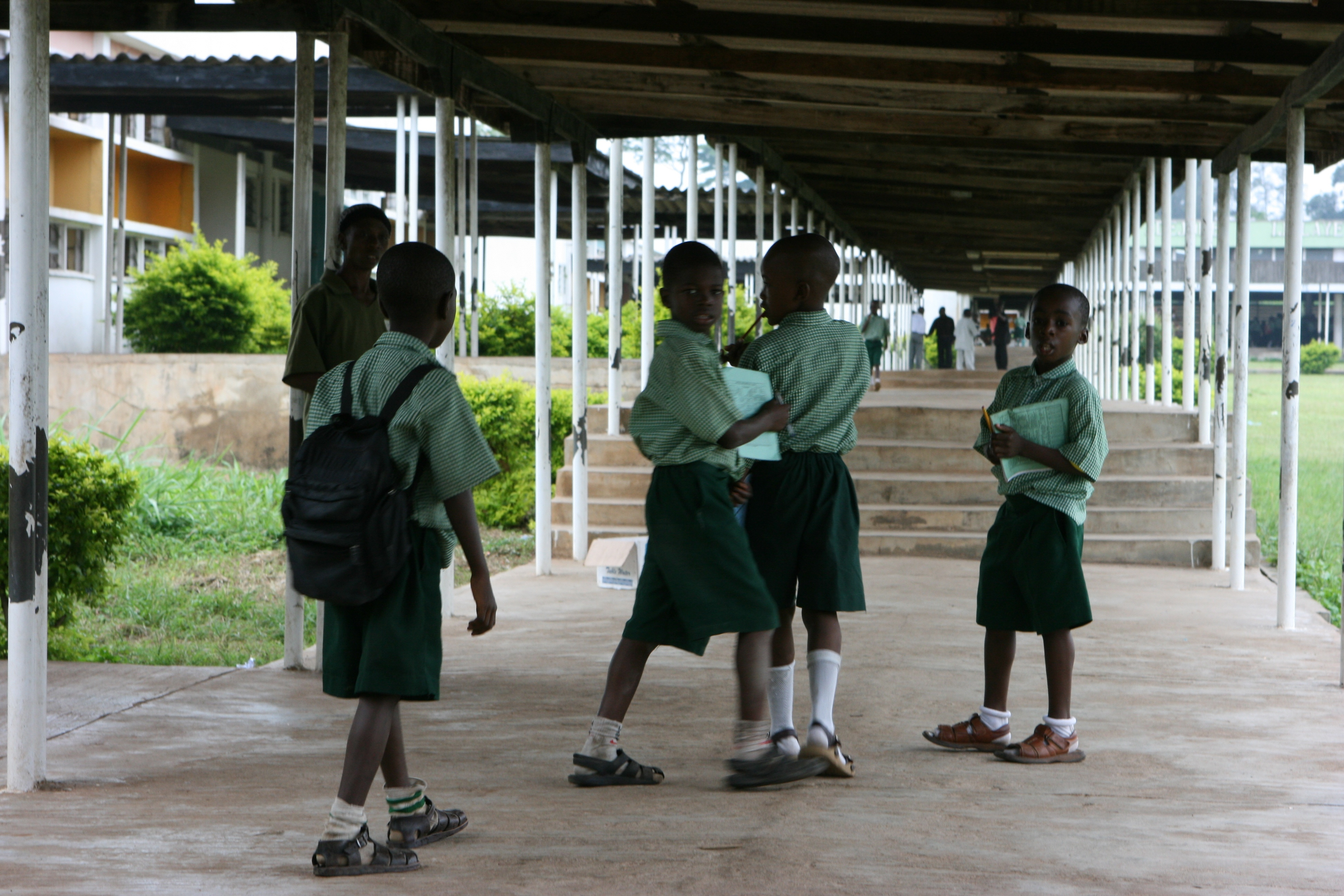
나이지리아의 교복

나이지리아에서는 학교 교복을 불우한 부모들의 자녀에게 경제적 지원을 하도록 하는 프로그램이 있다.예를 들어, 엘지그보 지역 자문 의원회 개발 지역의 의장 케힌데 바미그베탄은 9개 초등학교에 7,200명의 학생들에게 교복을 제공했다. 이 프로그램은 라고스 주의 보통 교육을 향상하는데 초점을 둔다.

## 필리핀
필리핀에서 교복은 공립학교와 사립학교 구분없이 요구된다.

## 폴란드
폴란드에서 학교 교복은 강제적인 사항이 아니고 현재 많은 학교에서는 교복을 도입하지 않는다. 폴란드에서 교복이라는 개념은 20세기 초반까지는 존재하지 않았지만, 폴란드에 공산주의 정권인 폴란드 인민 공화국이 수립되고 나서 교복을 착용했다가 1980년대 경제적인 악화로 인해 많은 학교에서 교복을 취소하고 말았다. 그 이후로 폴란드의 학교에서 교복을 재도입하자는 시도가 2006년에 전 교육부 장관 로만 기에르치흐에 의해 있었던 적이 있었다. 교복을 국가적 차원에서 강제하지 말자는 결론이 나왔으나 각각 학교의 교장의 재량에 의해 정해지도록 결정했다. 본디 복장 규정의 허용 여부로 제정되었으나 2007년에 교복 지침으로 개정되었다. 그리하여 2007년 이후에 모든 초등학교와 중등학교에서 교복을 강제적으로 지정하라고 결론이 나왔으며 고등학교의 경우에는 자유복으로 시행되었다. 교복의 외형은 지역에 따라 결정되었지만 대부분의 학교에서는 오로직 재킷이나 셔츠로 구성되었다. 재킷이나 셔츠를 제외한 나머지는 자유이다. 그러나 2008년에 교복을 재폐지했으며 현재까지 이르고 있다.

## 아일랜드
아일랜드에서는 거의 모든 초등학교와 중고등학교에서 교복을 착용하는 것을 지정했다.

## 러시아
러시아에서는 1917년 러시아 혁명 이후에 교복이 폐지되었으나, 1948년에 다시 도입되었다. 초기에 새로운 제복은 공산화 전의 것과 매우 비슷했다. 제도화된 규칙에 따르지 않는 학생은 처벌되었다. 소련의 교복 스타일은 1962년에 현대화된 이후 각 시대에 따라 변화되어왔다. 소련의 연대에 의해 변형이 존재한다. 남자는 일반적으로 진한 파란색 바지와 재킷이었다. 여자는 검은 앞치마와 검은 나비 넥타이에 갈색 드레스이며, 특별한 경우에는 흰색 앞치마와 보우 타이를 착용했다. 명목상 모든 학생들이 가맹한 피오네르 회원은 유명한 빨강 넥타이를 착용하고 있었다.
1992년에는 교복의 의무화가 폐지되었다. 오늘날 러시아는 통일된 교복은 존재하지 않는다. 그러나 일부 학교는 학생들에게 착용을 의무화한 교복이 존재한다. 교복이 없는 교육 기관에 특정 드레스 코드가 존재하는 경우가 있다. 졸업식을 위해 전통적인 소련 스타일의 갈색 드레스를 착용하는 여학생도 있다.

## 싱가포르

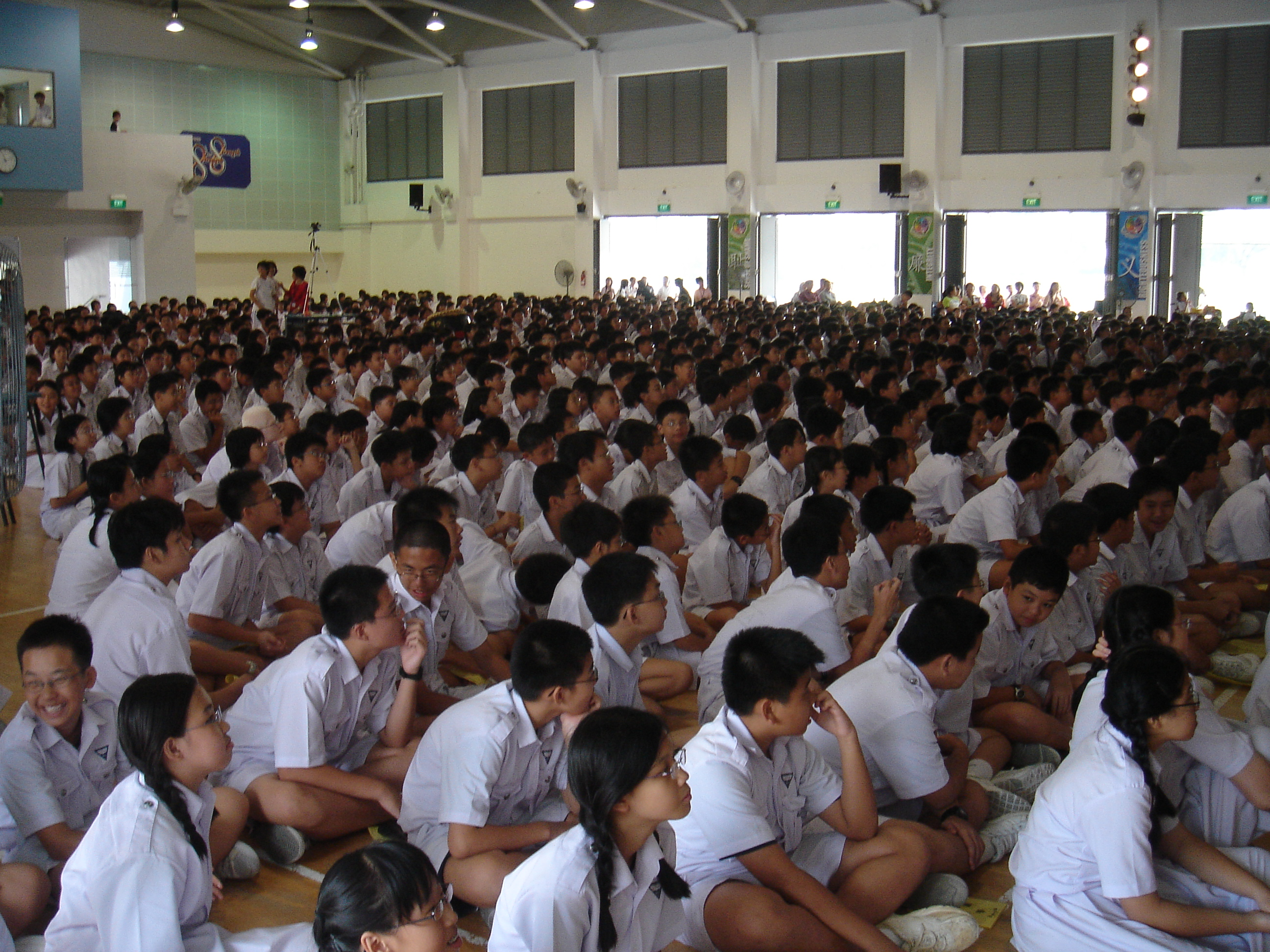
싱가포르의 중등학교 교복

싱가포르에서 교복 착용은 공립학교, 사립학교를 구분하지 않고 초등학교, 중학교, 그리고 2년제 대학의 모든 학생에게 의무적으로 부과된다. 학교마다 교복 색상은 다르지만 일반적으로 남학생의 경우에는 명시된 재료와 색깔을 가진 긴바지나 반바지, 흰색 반팔 티셔츠이고 여학생은 피나포르나 치마, 블라우스와 속바지로 구성되어 있다.
학교마다 교복에 대한 규정은 학교마다 세밀하게 규정되며 엄격하게 시행된다. 셔츠와 블라우스, 바지와 치마의 색상과 스타일은 정교하게 명시되고, 그리고 어떠한 경우에는 군인 형식의 견장이나 금속 배지를 셔츠나 블라우스에 착용하도록 권고된다. 싱가포르의 열대 기후 성질 때문에 블레이저 셔츠나 넥타이는 특수한 상황에서만 입는다. 어떤 학교에서는 넥타이를 월요일에 착용한다. 남학생의 셔츠나 여학생의 블라우스에는 학교 문장이 반드시 박음질되어야 한다. 거의 모든 학교에서는 흰 양말과 흰 신발을 요구하며 어떤 학교에서는 여학생에게 색깔 있는 브래지어를 착용하지 못하게 한다.
거의 모든 중등학교에서는 남학생은 중학교 3학년까지 긴바지를 착용하지 못하게 한다. 어떤 학교에서는 반바지에서 긴바지로 교체하는 학년이 고등학교 1학년이기도 하다. 어떤 가톨릭 고등학교에서는 남학생은 학교 내에서 반드시 반바지만 착용하도록 권고한다.

## 남아프리카 공화국

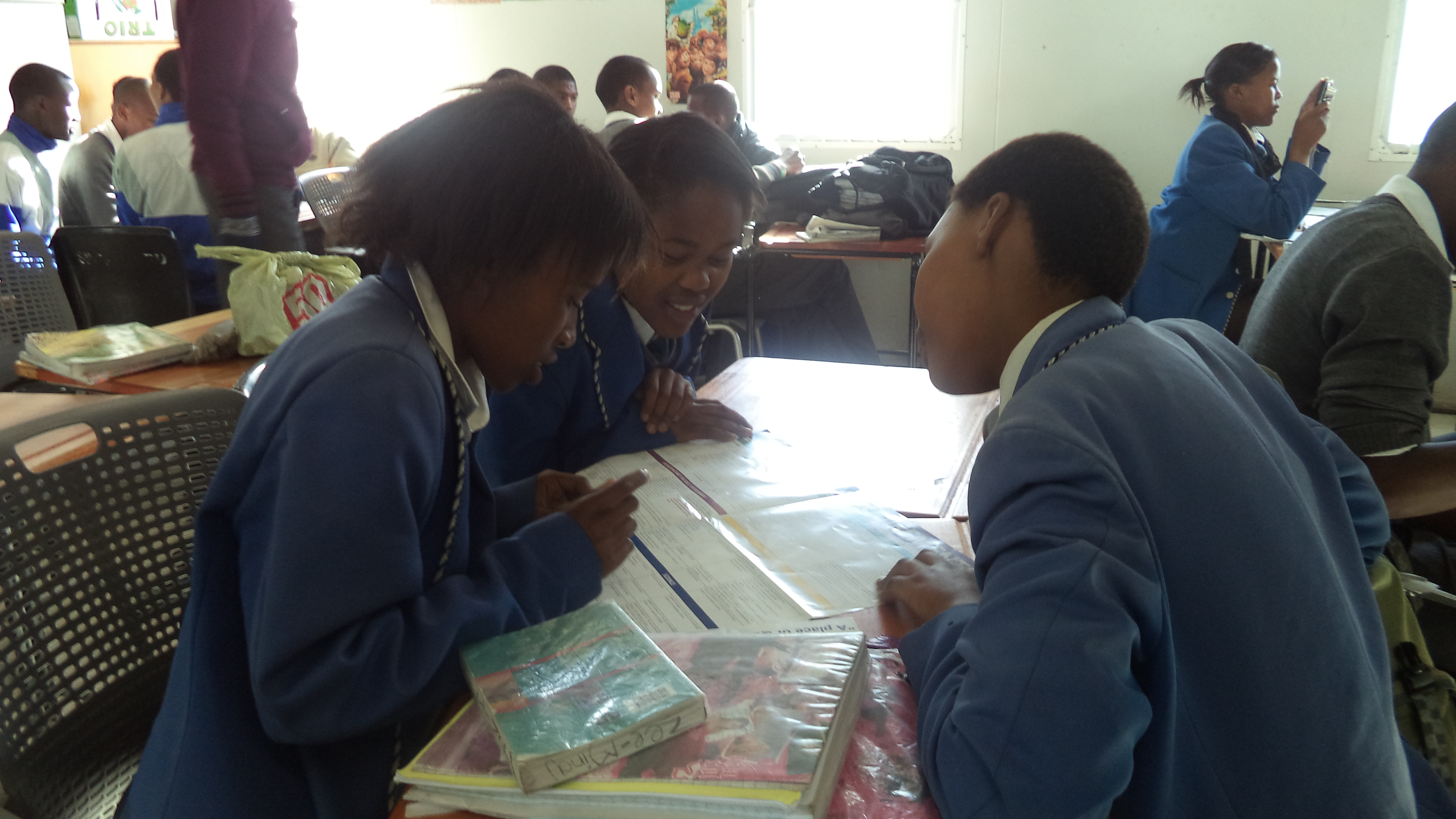
남아프리카 공화국의 교복

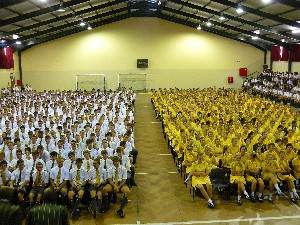
남아프리카 공화국의 교복, 남녀별로 교복이 확실히 구분되어 있다. 왼편은 남학생이고 오른편은 여학생이다.

많은 전 영국 식민지들처럼, 모든 남아프리카 공화국의 공립학교와 사립학교의 모든 학생들은 교복을 입어야 하며, 초등학교 이상의 모든 공립학교와 다수의 사립학교에서는 교복이 강제 시행된다. 교복의 형태는 공립학교와 사립학교보다도 지역별로 차이가 크다. 시골 지역의 학교는 넥타이나 블레이저 셔츠 착용을 생략하는 경우가 있다. 그러나 많은 학교의 경우 특수한 행사나 상황에 장신구를 추가하기도 한다. 반면 케이프타운과 같은 도시는 하루 일과에 따라서 옛날 교복을 착용하는 경우도 있다.
남아프리카 공화국의 많은 학교들은 하계와 동계 교복을 따로 준비하는 경우가 있다. 카키 색 교복과 갈색 신발이 주요한 하계 교복이다. 남아프리카 공화국 법은 남학생용과 여학생용 교복을 명백하게 구별한다. 모든 연령별 남학생들은 회색이나 카키색의 반바지나 긴바지를 구비하고, 반바지와 입을 때 긴 양말을 신는 경우가 대부분이다. 최근까지 밀짚 모자는 부유한 공립이나 사립 고등학교에서 구비하는 경우가 많고 지금은 선택 사항이 되었다.

## 스페인
스페인에서 교복은 공립 학교에서는 학년에 상관 없이 강제적으로 시행되지 않는다. 학교회나 학부모의 참여에 따라 교복 착용이 달라진다. 그러나 사립 학교에서는 교복을 주로 입는 것이 관례다. 여학생의 경우에는 셔츠와 저지 스커트, 남학생의 경우에는 바지, 흰 셔츠, 넥타이, 그리고 가끔 재킷도 입는다.

## 스웨덴
스웨덴에서는 교복을 채택한 학교가 드물다. 일부 중등학교에서 바깥에 학교를 드러내기 위해 특별한 바이저 캡을 착용하기도 한다. 룬드버리 학교와 같은일부 사립 학교에서 교복과 학교 배지가 사용되기도 한다.
스웨덴에서는 나치 심볼과 같이 스웨덴 학교의 가치를 위반하는 특정한 복장을 학생이 입거나 학생들에게 입히는 것이 금지된다. 실례로 2005년 3월에 15세의 학생이 나치 상징을 사용한 목걸이를 학교에서 착용한 사태가 들어나 처벌받기도 하였다.
한편 스웨덴 기독교민주당이 만약 학생이 원한다면 교복을 입게 해주자는 주장이 2005년 6월에 나왔고, 교복에 대한 논쟁은 스웨덴 사회에서 뜨겁게 달궈졌다. 비슷한 아이디어가 2006년에 제시된 적이 있지만 구체적인 제안은 아직 없는 상태이다.

## 스리랑카
스리랑카의 모든 공립 학교와 사립 학교는 교복 착용을 필요로 한다. 공립 학교에서는 남학생의 경우에는 흰색 짧은 소매 셔츠를 착용하고 긴 소매는 학교에 있을 때 걷어올리는 것을 허용한다. 10학년 이전에는 파란색이나 흰색 반바지를, 10학년 이후는 흰색 긴바지를 착용하도록 권고한다.
여학생의 경우에는 학교마다 다를 수도 있지만, 모든 교복은 흰색 드레스로 통일되어 있다. 학교마다의 차이점은 짧은 소매거나, 민소매거나, 옷깃이 있거나 없거나로 구분된다. 대부분의 학교에서는 학생들에게 넥타이를 착용할 것을 권고한다.

## 중화민국(대만)
중화민국은 구 일본 제국의 식민지 시대를 겪었기 때문에 학생들은 일본 교복과 비슷한 세일러복을 입는다.
현재 중화민국에는 초등학교와 중학교에서 교복 제도를 시행한다. 그러나 중학교의 경우에는 세일러복의 착용 빈도가 드물며, 보통 일본 여자 고등학생이 입는 것처럼 격자무늬가 들어간 교복을 많이 입는 추세이다. 그러나 많은 경우에는 여전히 남색의 오래된 교복 형태를 많이 채택한다.
교복으로 체육복을 착용하는 학교도 많이 있다.

## 태국
태국에서는 공립 사립 학교를 구분하지 않고 전문대학과 대학을 포함하여 모든 학생들에게 의무적으로 교복 착용을 하게 한다.
초등학교와 중고등학교의 남학생 교복은 남색, 카키색이나 검은색 반바지, 흰색 오픈 칼라 형태의 반팔 셔츠, 흰색 발목 양말이나 검은 긴 양말, 검은색이나 갈색 운동화로, 여학생 교복은 무릎을 덮는 남색 혹은 검은색 치마, 나비 넥타이와 흰색 블라우스로 구성된다. 나비 넥타이는 마타욤 4번 조항에 의해 연한 파란 셔츠와 짝을 이룬다.
여학생의 교복은 검은색의 학교 신발과 흰색 발목 양말로 보완이 된다. 학생의 이름, 번호, 그리고 학교명은 블라우스나 셔츠에 수를 놓는다. 일부 독립적 기능을 하는 학교나 국제중학교는 영국식 교복과 유사하게 규정한다. 그리고 고등학교 고학년자는 긴바지를 입을 수 있다. 유치원의 복장 규정은 여학생의 경우에는 붉은색 치마와 흰색 블라우스, 붉은색 반바지와 가이드 제복과 노란색 스카프로 구성된다.
학생들의 머리 모양 규정은 학교와 교육부로부터 지정받는다. 남학생들의 경우에는 장발을 금지하며 일부는 여학생들에게도 장발을 금지하고 단발머리로 이발하라고 하는 경우가 있다. 남학생에게 귀걸이와 같은 장신구는 금지되며 여학생에게는 일부 허용된다. 일부 학교에서는 여학생의 머리 장신구의 색깔을 규정한다. 모든 학생들은 염색과 문신이 금지된다.

## 통가

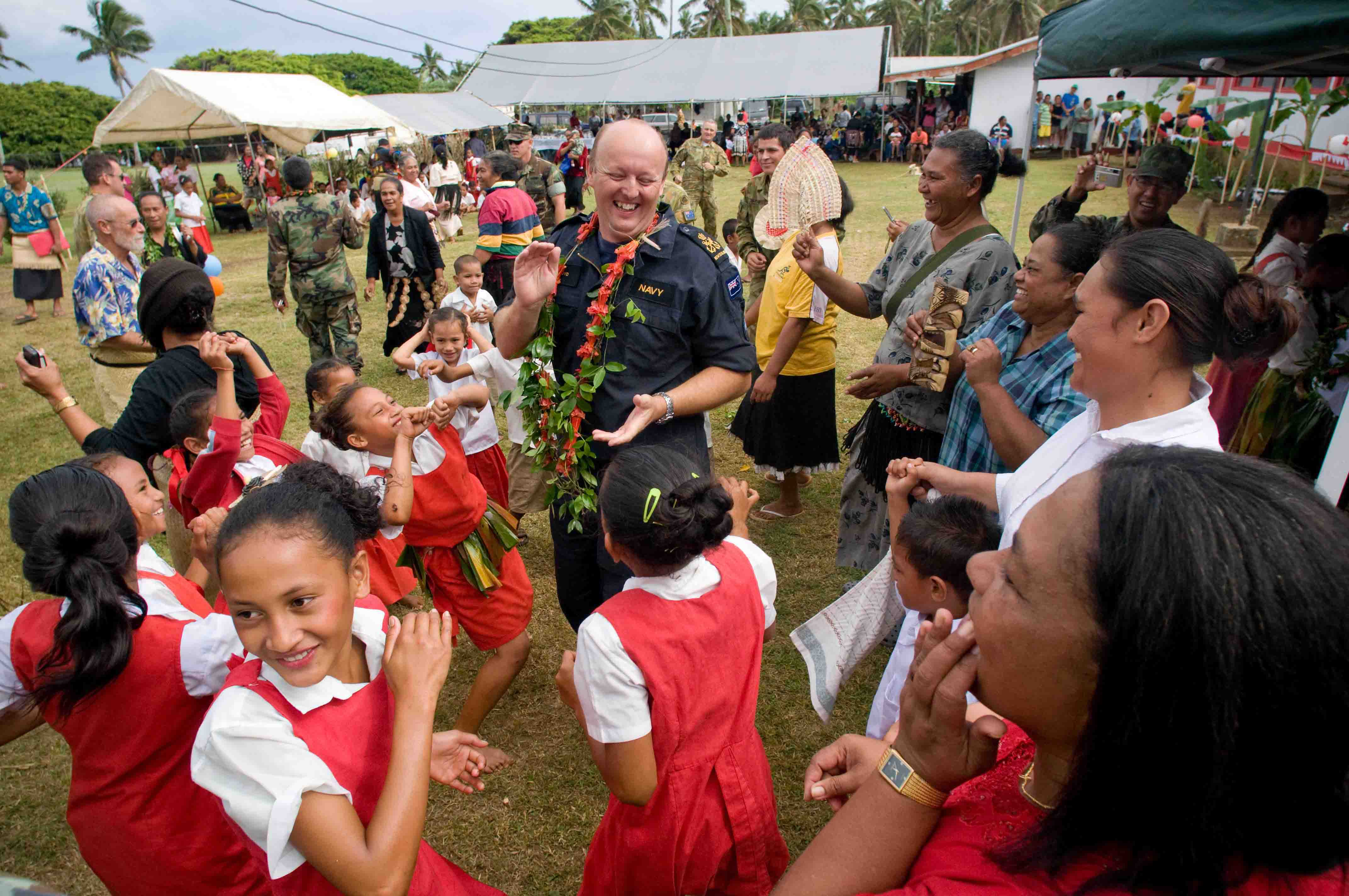
뉴질랜드 해군 장교가 교복을 입은 통가 학생들과 같이 있는 모습.

통가의 학교는 모든 학생들에게 교복 착용을 요구한다. 교복은 교육을 관장하는 교회마다 색깔이 다르고 공립 학교의 경우에는 빨간색이다. 가톨릭 교회는 하늘색, 웨슬리안 교회는 감청색, 앵글리안 교회는 남색, LDS 교회는 녹색이다. 남학생의 경우 타오발라라고 하는 통가 전통 의상에 학교 상징색이 가장자리에 칠해진 의상이나 투페누와 버튼이 달린 흰색 셔츠로 구성되어 있다. 초등학교 학생들은 주로 반바지를 입고 버튼이 달린 흰색 셔츠로 구성되어 있다. 거의 모든 통가 중고등학교는 여학생들에게 피나포르 드레스를 입도록 요구를 하나 가톨릭 교회 학교는 예외적으로 줄무늬 블라우스나 치마를 입도록 허용한다. 보통 영국식 학제를 따르는 학교의 경우에는 로마식 샌들을, 다른 학교들의 경우에는 통이라고 불리는 전통 신발을 착용한다.

## 튀르키예

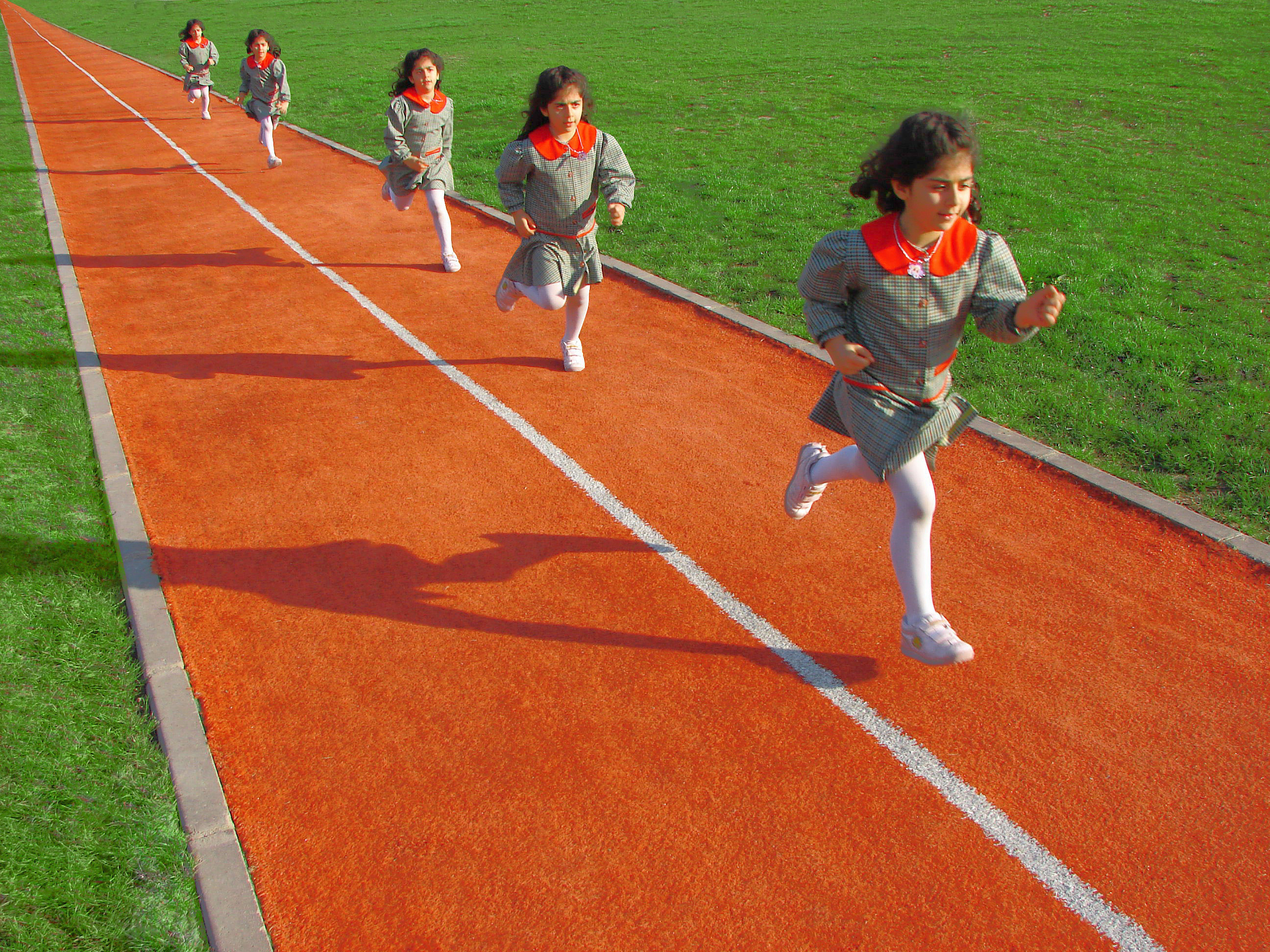
튀르키예 여학생의 교복

튀르키예의 모든 공립 학교와 사립 학교에서는 교복 착용을 시행하지만 일부 예외적 상황이나 대부분의 유치원에서는 교복을 요구하지 않는다. 학교에 따라서 교복의 형태가 달라진다. 초등학교의 경우에는 파란색의 원피스 형태의 교복을 입으며, 중학교와 고등학교에서 남학생들은 진한 회색 반바지와 흰색 셔츠, 재킷, 그리고 넥타이를 착용한다. 여학생은 치마와 색이 있는 셔츠를 제외하면 남학생과 동일하다. 사립학교는 자신들만의 교복 체제를 유지하고 있으며 1990년대까지 초등학교의 교복 색상은 파란색이 아닌 검은색이었다.
하계철이 되면 교사들은 만약 학생들이 교복을 입기 싫어한다면 그렇게 하도록 허용해준다. 현장 학습 체험기간에는 교복을 착용하지 않으며, 대학교나 상위 교육 기관 또한 교복을 착용하지 않는다.
튀르키예에서 교복이 생겨난 유래는 사복이 학생들의 경제적인 지위를 드러내는 것을 막기 위해서였다. 그러나 교복 체계는 2012년 11월 27일 경에 공식적으로 폐지되었는데, 튀르키예 교육부가 갑자기 전국의 모든 학교에 교복 착용을 시행할 규정을 폐지하고 종교적인 학교에서 히잡 쓰는 것을 금지하는 것을 해제했다. 반대파들은 교복을 해제할 시에 사회적 지위가 드러나게 됨으로써 아이들에게 교육학적인 트라우마가 생겨날 것을 우려했고 히잡 금지 해제는 튀르키예의 세속주의 교육을 해친다고 말했다. 그러나 레제프 타이이프 에르도안 튀르키예 총리는 지난 몇 년간 교복이 논란거리가 많았다는 것으로 일축했다. 그러나 쿠르드인, 그리스인, 아르메니아인과 같은 소수 인종이 다니는 학교의 경우에는 이러한 변혁에 해당되지 않아 교복을 여전히 입어야 한다.

## 아랍에미리트
아랍에미리트의 인구 구성이 아랍인이 19%밖에 되지 않고 대부분이 외국인 노동자로 이루어져 있기 때문에 사립 학교에 대해서 교복 착용을 강하게 요구한다. 아부다비의 40%의 학생은 사립 학교에 다니지만 두바이의 50%의 학생은 공립 학교에 다닌다. 아랍 에미리트의 모든 학교는 교복 착용을 요구하며, 학교 로고가 생겨진 티 셔츠나 흰색이나 검은색 폴로 셔츠에서 시작하여 셔츠, 치마, 바지, 신발까지 착용하는 학교도 있다. 일부 학교의 경우에는 화장이나 체육 시간의 장신구에 대한 착용 규정이 있다. 그러나 대부분의 학교는 히잡과 같은 종교적인 의상을 입거나 인도인이 많이 다니는 학교의 경우에는 시크교도 터번을 착용할 것을 의무화한다. 대부분의 아랍 원주민이 다니는 공립 학교의 경우에는 아랍 전통 의상을 입는데, 남학생의 경우에는 칸도라, 여학생의 경우에는 아바야를 입을 것을 요구한다.

## 영국

### 잉글랜드

잉글랜드의 교복

잉글랜드의 학교 교복은 헨리 8세의 치하에 대대적으로 도입되었다. 그 당시 교복은 트렌치 코트 형태의 긴 파란색 코트로 구성되어 있어서 “파란 정장”으로 불리었다. 파란색의 염료는 당시에 구하기가 가장 쉬웠고 당시 파란색은 겸손함의 상징이었기 때문이다. 교복이 최초로 도입된 지역은 런던의 크리스천 병원이었다.
1870년 초등교육법에 의해 모든 학생들이 무료 초등 교육을 받을 수 있게 되었다. 그 이후로 교복이 점차 유명해지게 되었다. 그 당시에 대부분의 교복은 나이에 맞춘 경향을 반영하고 있었다. 당시 남학생 교복은 사춘기 때 반바지와 블레이져 셔츠, 14세에서 15세까지는 긴바지였다. 여학생 교복은 블라우스, 튜닉 드레스, 피나포르에서 20세기 초반기에 여학생용 점퍼스커트인 짐슬립으로 변해갔다.
이러한 교복은 1944년 교육개혁으로 인해 중학교까지 무료 교육이 실행되고 학교 졸업 나이가 15세로 확장될 때까지 존재했다. 이 개혁안은 학교들이 다른 학교들과 비슷한 교복을 제정하는 데 자극을 주었다. 하복과 동복이 구분되었으며, 특히 여학생의 경우에는 하계에는 드레스, 동계에는 짐슬립으로 구분이 되었다.
잉글랜드의 학교 교복은 남녀 구분 없이 모두에게 요구되며 상당히 저가이고 종교의 자유도 보장된다. 예를 들어, 시크교도 이민자 가정의 경우 터번을, 이슬람교도 이민자 가정일 경우 히잡을 쓰는 것을 허용한다.
현재 잉글랜드의 초등학교 교복은 상의의 경우에는 폴로 셔츠나 점퍼, 하의의 경우에는 남학생의 경우 짧거나 긴 바지, 여학생의 경우 치마나 바지로 구성된다. 어떤 학교는 여름철에 여학생이 드레스를 입는 것을 허용한다. 중등학교는 학교마다 다르지만 보통 학교 상징색이 들어간 블레이저 셔츠나 흰색 셔츠나 블라우스, 넥타이, 바지, 검은색이나 회색, 파란색의 셔츠와 검은색의 신발로 구성된다. 스웨터가 포함되는 경우도 있다.

### 스코틀랜드
스코틀랜드 법에는 교복에 대한 구체적인 법령이 없다. 일반적으로 학교는 학교의 교복과 복장 방침을 교육 당국에게 제출해야 하며 교육 당국은 학교 교복에 대한 일반적인 정책 사항을 학교에게 제출해야 한다. 일부 교육 당국은 학생들이 학교 교육 활동에 참가하거나 출석하는 것을 전제로 교복 착용을 각각의 학교에게 주장하지 않는 경우도 있다.
만약 학생의 부모가 교복을 입지 않는 데 동의를 한다면 학교는 그 학생이 교복을 입지 않게 허용하지만 만약 학생이 교복을 입지 않았을 때 교육상이나 훈육상의 문제가 생길 것을 우려한다면 학교는 교복을 입지 않은 그 학생을 처벌할 수 있다. 학생 독자적으로 교복을 입지 않으면 처벌받는다. 많은 학교는 학교의 고유한 복장과 교복 정책을 가진다. 이러한 학교 규정은 어떤 물품이나 장신구를 가져오면 되는가 안 되는가를 규정한다. 학교는 교복 정책의 입안 장부에 반드시 종교적이나 문화적인 요구사항을 넣어야 한다.
비록 교복의 착용을 크게 이슈화하진 않지만, 일부 주립 학교는 넥타이의 높이나 셔츠 주름과 같은 복장 규정을 정하며 정책에 따라서 엄격해질 수도 있다. 예를 들어 검은색과 흰색 색상의 교복을 입는 학교에서 회색이나 흰색 신발을 신는 것은 금지된다. 그러나 이러한 학교에서는 점퍼나 바지와 같은 기본적인 교복에만 준수하도록 요구하기 때문에 그렇게 엄격하지는 않다.

### 웨일스
웨일스 정부 기관은 정교한 교복과 용모에 대한 정책을 명확히 한다. 정부 기관에 따르면 교복 착용, 염색이나 머리 스타일, 장신구 사용, 화장에 대한 구체적인 교육제정법이 없다. 그러나 학교의 책임 의식을 강화하기 위한 방침으로써 교복 착용을 명확히 하고 자신의 복장과 용모의 통제를 할 수 있도록 한다.
웨일스의 교복은 주로 초등학교의 경우에는 폴로 셔츠와 체육복으로 구성되며 양쪽 모두 학교 배지와 학교 상징색이 들어가 있다. 중등학교의 경우에도 비슷하지만 학교 배지와 색상이 다르고 셔츠나 넥타이를 추가하기도 한다. 체육복은 선택사항으로 변한다.

### 북아일랜드
북아일랜드 경영 간부는 가난한 가정에게 학교 교복을 지불할 돈으로 35유로를 지원한다. 이 지원은 지역 교육과 학부모 수입 지원을 위한 도서관 운동에 의해 운영된다. 2009년 말엽에 24000명 이상의 학생이 지원을 받았다.
북아일랜드의 교복은 중등학교의 경우에는 셔츠, 블레이저, 셔츠와 넥타이, 치마, 바지로 구성되어 있다. 12세부터는 스웨터와 넥타이로 변하며 초등학교는 아일랜드와 비슷하다.
위의 영연방 4개국 모두 대부분은 남녀 공히 바지교복을 적용하고 있다. 건강과 안전상의 이유에서다.

## 미국
2000년의 연구 조사에 따르면 단 23%의 학생만이 2000년 혹은 그 이전에 교복을 입어본 적이 있다고 말했다. 지난 10년간 미국의 도심 지역에서 공립 학교들의 경우 복장 규정이 점점 더 엄격해진다는 것 또한 알렸다.
교복을 입게 하는 학교의 경우에도 영국이나 다른 영국 연방국가들보다는 더 간편한 교복을 입는다. 교복과 복장 규정은 학교나 학생을 눈에 띄게 하는 것보다는 표준을 지키는 행위라고 한다. 일반적으로 남학생의 경우 칼라가 있고 버튼이 달린 셔츠와 넥타이로, 여학생의 경우 카키색 바지와 벨트로 구성된다. 교복은 나이에 따라 달라지며 치마는 여학생에게 선택사항이다.
텍사스주의 휴스턴의 팔머 초등학교의 경우 학교 로고가 달린 빨간색이나 파란색 폴로 셔츠와 남색이나 카키색 하의와 벨트로 규정했다. 일반적으로 도시의 학교들은 초등학교의 폴로 셔츠와 바지에서 중학교의 버튼이 달린 셔츠와 넥타이, 바지와 치마로 변한다. 그러나 교외 지역의 경우에는 폴로 셔츠를 계속 고집하거나 그 학교만의 복장 규정을 정한다. 가톨릭 학교에서 셔츠나 넥타이를 착용하는 경향이 크지만 복장 규정은 사립 학교에서 광범위하게 쓰인다.
미국에서 가장 흔히 볼 수 있는 교복은 주로 버튼이 달린 셔츠와 넥타이, 폴로나 골프용 셔츠, 카키색이나 회색, 남색의 바지, 검은색이나 갈색, 남색, 회색의 벨트이며 때로는 신발 규정도 있다. 많은 학교의 경우 이보다 더 강한 복장 규정을 요구한다.

### 교복 연구와 제정
국립 초등학교 교장 연맹은 2000년에 755명의 교장에게 휴대전화로 조사를 했는데 21%의 공립 학교가 교복 시스템을 가지고 있다고 드러냈으며 23%는 교복을 제정하려는 구체적인 사안이 있다고 말했다. 그러나 이것은 학교 교복 체제가 있는 학교와 복장 규정이 표준화되지 않은 학교들, 다시 말해 학생들에게 자유로운 복장 체계를 갖추고 느슨한 복장 규정이 있는 학교들이다. 2007년에서 2008년에 약 55%의 학교의 교장이 최소한 옷깃이 달린 셔츠나 바지, 그리고 학교 측에서 허용할 수 있는 벨트 등으로 복장 규정을 강화했다고 했다.
휴스턴 대학의 정치과학 교수 아돌포 산포스는 미국의 히스패닉들이 교복을 착용하는 이유가 교복을 착용함으로써 이민자들의 정체성을 찾을 수 있기 때문이라고 단정지었다.
흑인 교육 잡지는 교복이 학업 성취도와 사회적인 환경을 어떻게 증진시키는지에 대한 실증적 연구를 한 적이 있다. 그리고 그 소규모 실험은 복장 규정과 관련된 교사들의 기대, 특히 소수 민족에 대한 교사들의 기대를 관련시킨 연구도 있다. 미국에서 문학은 공립학교에서 교복과 인성을 언급시키는 것이 교사들로부터 입증되지 않은 관점을 끌어모을 수 있다고 했다. 또한 문학은 학생들로부터 학부, 임원, 다른 직원들이 복장 문제를 어떻게 해결하는지에 대한 것을 가르쳐주고 있다. 그러나 2003년 흑인 교육 잡지는 교복의 이점을 연구한 것은 아직 결정적인 결론이 아니라고 밝혔다. 미국 연방 정부가 2003년에 공립 학교들이 교복을 착용하는 것을 지원하는 방침을 설립했음에도 불구하고 정치적인 지원은 보류되었다.
1994년 캘리포니아주남부의 롱비치 통합 학교 구역은 모든 초등학교와 중학교에 교복을 착용하도록 권고했다. 이 사건은 미국에서 도심 지역 공립 초등학교에서 교복이 유행하게 된 시작점이 되었다. 빌 클린턴 미국 대통령은 1996년 자신이 재정한 일반교서에서 “만약 이것으로 학생들이 상표 전쟁을 멈출 것이라는 기대감을 가질 수 있다면 학생들에게 교복 착용은 필요하게 될 것이다.”라고 말하였다. 학교에서 교복 제정이나, 교복 제정만큼은 아니지만 학생들의 복장 재량의 한도를 정하는 복장 규정은 학생들에게 갱스터 복장을 근절시키게 하는 방법이 되거나 혹은 아이들이 유행을 벗어난 의상을 입었다고 놀림받을까봐 두려운 부모들의 부담을 덜어주는 효과도 있고, 학교 훈육이나 사기 증진에도 도움이 될 수 있다고 한다.
1996년에는 3%의 학교가 교복을 착용했지만, 2010년에 들어서 25%로 증가했고, 푸에르토리코는 모든 학생들이 교복을 입어야 한다.

## 베트남

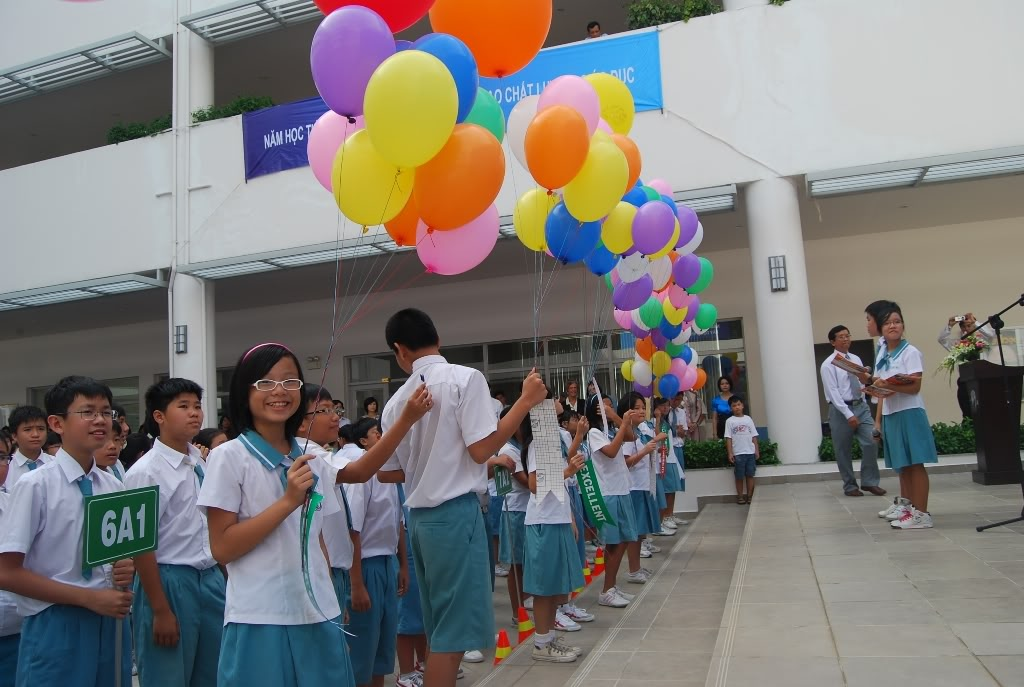
베트남 호치민 시의 로런스 T. 팅 학교의 학생들 교복.

베트남에서도 교복이 사용되지만, 모든 학교들이 교복 지침을 따르지 않아도 된다. 보통 일반적인 교복 형태는 흰색 셔츠나 색깔 있는 파이오니어 스카프로 구성되어 있다.

## 베네수엘라
베네수엘라에서는 교복을 입는다. 베네수엘라 방침에 따르자면 모든 학교에서 학년에 상관없이 교복을 입어야 한다. 남학생의 경우 남색 바지를, 여학생의 경우 남색 치마나 바지를 입는다. 열대 기후 지역이기 때문에 셔츠는 반팔만 존재하며 학년에 따라 색상도 달리 지정된다. 어린이집은 노란색을, 유치원은 빨간색을, 초등학교는 흰색을, 중학교는 파란색을, 고등학교는 베이지색 셔츠를 입는다.